# Arma dei Carabinieri
L'Arma dei Carabinieri (dapprima Corpo dei Carabinieri Reali e poi Arma dei Carabinieri Reali) è un corpo militare della Repubblica Italiana, con competenze di polizia generale, contemporaneamente parte delle forze armate italiane e delle forze di polizia italiane. Dal 2000 è stata resa forza armata autonoma, nell'ambito del Ministero della difesa; in precedenza era invece parte  dell'Esercito italiano quale prima Arma del medesimo, per l'espletamento di compiti militari e di polizia civile e militare, con duplice dipendenza dai dicasteri della Difesa e dell'Interno. 
È alle dipendenze gerarchiche del Ministero della difesa, con dipendenza funzionale dal Ministero dell'interno, dal Ministero dell'agricoltura, della sovranità alimentare e delle foreste ed anche dal Ministero dell'ambiente e della sicurezza energetica e dal Ministero della cultura.
Ha compiti di polizia militare sulle altre tre forze armate in patria ed all'estero, ed è parte della forza di gendarmeria europea; di conseguenza svolge sia compiti militari di difesa della nazione sia in patria che all'estero, sia compiti di corpo militare di polizia generale per la Pubblica sicurezza. Al suo vertice vi è un Comandante generale con il grado di Generale di corpo d'armata con incarichi speciali.

## Storia

### Le "regie patenti" e la creazione
Durante la Restaurazione, Vittorio Emanuele I di Savoia, al rientro a Torino, dopo un periodo passato in sostanziale esilio a Cagliari poiché il territorio continentale del Regno di Sardegna era stato occupato dalle truppe di Napoleone Bonaparte, all'inizio del XIX secolo emanò la legge reale "regie patenti" del 13 luglio 1814 con la quale fu istituito il Corpo dei Carabinieri Reali, unità militare con compiti di polizia.
Da un punto di vista militare, si trattava di un corpo di fanteria leggera (con una componente di cavalleria), e dunque più elitario rispetto ad un corpo di fanteria di linea; il primo personale arruolato fu, infatti, selezionato nell'eccellenza dei reparti piemontesi, perciò venne considerato un corpo d'élite. Il loro primo generale fu Giuseppe Thaon di Revel, chiamato a ricoprire la più alta carica del corpo il 13 agosto 1814. Il 25 giugno 1833, con decreto del re Carlo Alberto di Savoia, vennero adottati i colori del pennacchio (lo scarlatto e il turchino).

### L'unità d'Italia e la nascita dell'Arma
Durante il Risorgimento furono impegnati su diversi fronti e dopo il compimento dell'unità d'Italia i Carabinieri Reali diventarono "Arma" del Regio Esercito con regio decreto 24 gennaio 1861, al pari delle altre armi come fanteria, artiglieria, cavalleria, continuando a essere riconosciuti come primi (com'era nell'Armata Sarda) anche nel Regio Esercito dell'Italia unita.

### L'impiego nei conflitti e nella resistenza italiana
Le principali battaglie cui prese parte il corpo prima delle guerre mondiali, sono:

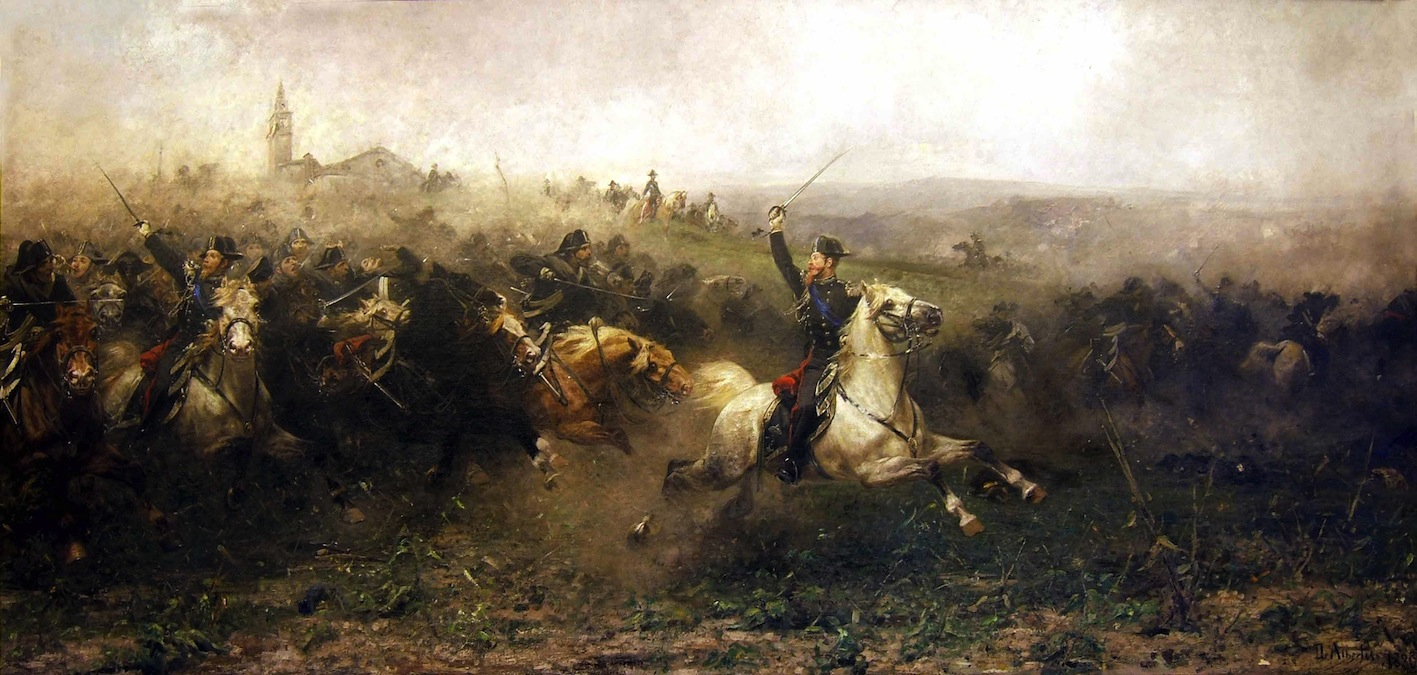
Carica dei carabinieri a Pastrengo

- Grenoble (Francia, Savoia), 6 luglio 1815, primo impiego bellico dei Carabinieri Reali, uno squadrone di cavalleria dei Carabinieri, guidato dal Sottotenente Gerolamo Cavassola, caricò le truppe francesi, mettendole in rotta e contribuendo in modo decisivo alla vittoria.
- Pastrengo, 30 aprile 1848, bandiera dell'Arma insignita della prima medaglia d'argento al valor militare.
- Verona, 6 maggio 1848, bandiera dell'Arma insignita della prima medaglia di bronzo al valor militare.
- Custoza, Staffalo, Sommacampagna, Valeggio sul Mincio, Milano, Peschiera del Garda, 24 luglio - 4 agosto 1848.
- Perugia, Garigliano, Mola di Gaeta, 14 settembre - 4 novembre 1860.
- Monzambano, Villafranca, Custoza, 24 giugno 1866.
- Presa di Roma, 20 settembre 1870, insieme ai Bersaglieri.
- Sciara Sciat e Due Palme (guerra italo-turca, 1911-1912).

Nel 1909 i Carabinieri reali inviarono in missione in Cile due Marescialli Maggiori quali istruttori e consulenti del Cuerpo de Carabineros del Ejercito, costituito nel 1903 con reparti di cavalleria ed aventi funzione di gendarmeria, ispirandosi proprio ai carabinieri italiani. I due furono inquadrati nel Corpo quali sottotenenti per due anni e rivestirono anche un ruolo ispettivo.
Nella prima guerra mondiale l'Arma dei Carabinieri fu impiegata principalmente nel ruolo di polizia militare, in particolare di repressione delle diserzioni e dei comportamenti imputabili a codardia (spesso eseguivano le condanne a morte per fucilazione). Prima delle offensive pianificate un'aliquota di carabinieri veniva talvolta schierata nelle trincee col compito di obbligare eventuali riottosi ad andare all'assalto, e di sparare a chi si ritirava di propria iniziativa. Furono infiltrati anche nei reparti delle altre Armi dell'Esercito per scoprire eventuali elementi sediziosi, spie, sabotatori. Si distinsero però anche in combattimento nella battaglia del Podgora, 19 luglio 1915. Per il contributo nel primo conflitto mondiale la Bandiera dell'Arma fu insignita della prima medaglia d'oro al valor militare. Furono impegnati nelle varie fasi del colonialismo italiano e, nella guerra d'Etiopia, parteciparono alla seconda battaglia dell'Ogaden gli zaptié (àscari carabinieri), a partire dalla primavera del 1936.
Nella seconda guerra mondiale i carabinieri si distinsero nelle seguenti battaglie:
- battaglia di Culqualber (Etiopia), 6 agosto - 21 novembre 1941, Bandiera dell'Arma insignita della seconda medaglia d'oro al valor militare.
- battaglia di Eluet El Asel (Libia), 19 dicembre 1941.
- battaglia di Klisura (fronte greco-albanese), 16-30 dicembre 1941, Bandiera dell'Arma insignita di medaglia di bronzo al valor militare.

Dopo l'armistizio di Cassibile, diversi reparti si unirono alla resistenza italiana e presero parte alla guerra di liberazione.
Celebre il vicebrigadiere Salvo D'Acquisto, che il 23 settembre del 1943 a Torre di Palidoro, vicino a Roma, per salvare dalla rappresaglia 22 civili, si autoaccusò della morte di due militari germanici e fu fucilato dai tedeschi. Sono da ricordare anche i Martiri di Fiesole, ovvero i tre militari dell'Arma Alberto La Rocca, Vittorio Marandola e Fulvio Sbarretti, che si consegnarono ai tedeschi per evitare la fucilazione di dieci civili per rappresaglia contro l'appoggio dato da personale dell'Arma alla Resistenza fiorentina.
Con la costituzione della Repubblica Sociale Italiana gli appartenenti all'Arma furono accorpati d'autorità, insieme ad aliquote della ex MVSN, alla Guardia Nazionale Repubblicana, a cui il ministro Pavolini ottenne di porre come contraltare la sua milizia personale, le Brigate Nere. Tuttavia complessivamente circa 2 700 carabinieri disattesero le disposizioni delle forze militari nazifasciste e subirono la deportazione a vario titolo.
Dodici carabinieri figurano, inoltre, tra le vittime dell'eccidio delle Fosse Ardeatine.

### Il secondo dopoguerra ed il Piano Solo
Nel 1962 succedendo al generale Renato De Francesco, divenne comandante generale dell'Arma il generale Giovanni De Lorenzo che sarebbe stato uno dei più conosciuti fra tutti i pari ruolo, contrassegnando, nel bene o nel male, un periodo della storia dell'Arma e dell'Italia per il supposto tentativo di golpe denominato Piano Solo, con cui - nelle presunte intenzioni dei golpisti - l'Arma dei Carabinieri avrebbe dovuto instaurare un regime militare in Italia nel 1964 (con l'arresto e la deportazione nel poligono militare di Capo Marrargiu, in Sardegna, di 731 persone ritenute «pericolose per l'ordine pubblico»). Furono anche anni di rinnovamento tecnologico, come per altri settori dello stato. Ad esempio, grazie a più moderni apparati radio, sviluppati da aziende italiane quali Prod-El, Ducati, Ote, e altre, nacquero le moderne centrali operative, che ricevono chiamate telefoniche dalla cittadinanza e le smistano alle pattuglie sul territorio.

### Gli anni di piombo e i reparti speciali
Per la repressione del terrorismo politico, l'Arma rinnovò la propria struttura organizzativa: nel 1974 nacque il nucleo speciale antiterrorismo, e nel 1978 il reparto d'élite Gruppo di intervento speciale (GIS). Nel 1990, per un più adeguato contrasto alla criminalità organizzata, fu creato il Raggruppamento operativo speciale (ROS), che contribuì alla cattura di vari capi mafiosi.

### L'elevamento al rango di Forza Armata autonoma nel 2000
Attraverso l'art. 1 della legge delega 31 marzo 2000, n. 78 e con l'emanazione del D. Lgs. 5 ottobre 2000, n. 297 i Carabinieri, da prima Arma dell'Esercito Italiano vennero elevati ad una "collocazione autonoma nell'ambito del Ministero della difesa, con il rango di forza armata, e forza militare di polizia a competenza generale". Ciò consenti la partecipazione alle missioni militari italiane all'estero, con funzioni non più esclusivamente di polizia militare (art.5).
Così nel 2001 fu costituita la 2ª Brigata mobile carabinieri, unità militare dell'Arma con "propensione all'impiego estero" e nel 2004 il Gruppo di intervento speciale entrò a far parte delle forze speciali italiane.
Il ruolo di Forza Armata consentì all'Arma d'avere come comandante generale un ufficiale generale proveniente dai propri ranghi, il primo dei quali fu nel 2004 il generale di corpo d'armata Luciano Gottardo. In precedenza il comandante generale dell'Arma era scelto da ufficiali generali provenienti dall'Esercito ed in possesso di particolari requisiti.
Nonostante il nuovo rango, secondo i principi stabiliti dalla legge 18 febbraio 1997, n. 25 sui vertici militari, ancora in vigore, non è concesso ad un ufficiale generale dei Carabinieri di ricoprire la carica di capo di stato maggiore della difesa che può essere assunta solo da un ufficiale generale dell'Esercito, della Marina Militare o dell'Aeronautica Militare.

### L'assorbimento del Corpo forestale dello Stato
Nell'ottobre 2016, nell'ambito della razionalizzazione e ottimizzazione dei bilanci delle forze di polizia, con l'assorbimento del Corpo forestale dello Stato, avvenuto ufficialmente il 1º gennaio 2017 (sono stati esclusi i Corpi Forestali Regionali delle 5 Regioni a statuto speciale) nacque il Comando unità per la tutela forestale, ambientale e agroalimentare alle dipendenze del Ministero delle Politiche Agricole e Forestali.

#### La cessione del Servizio Navale
In compenso alla fine del 2016, sempre nell'ottica della razionalizzazione, la Guardia di Finanza assorbì il Servizio navale dell'Arma dei Carabinieri, il Servizio nautico dell'ex Corpo Forestale dello Stato e le squadre nautiche della Polizia, "fatto salvo il mantenimento delle unità navali impiegate nella laguna di Venezia, nelle acque interne e nelle isole minori"
In realtà nel 2019 oltre a risultare ancora attive varie unità nautiche dell'Arma anche in ambito di mare aperto, quali la motovedetta preposta ai collegamenti dei Carabinieri Forestali con l'area protetta dell'Isola di Montecristo, e varie altre, l'Arma aveva pure avviato nuovi acquisti di naviglio. Ciò aveva determinato polemiche da parte dei quadri della Polizia di Stato, che aveva invece ottemperato subito ai nuovi dettami.

#### Le Aliquote di primo intervento
Sempre nel 2016 furono istituite le aliquote di primo intervento, dette API, inquadrate nei Nuclei Radiomobili (NORM) dei singoli Comandi di reparto territoriale di ogni grande città, per fronteggiare eventuali episodi di terrorismo con modus operandi simile a quello degli Attentati di Parigi del 13 novembre 2015. Le "API", similarmente alle Squadre operative di supporto, hanno il compito di prevenire o contenere atti di terrorismo in attesa dell'intervento del Gruppo Intervento Speciale o reparti speciali di altre forze di polizia.

## Organizzazione

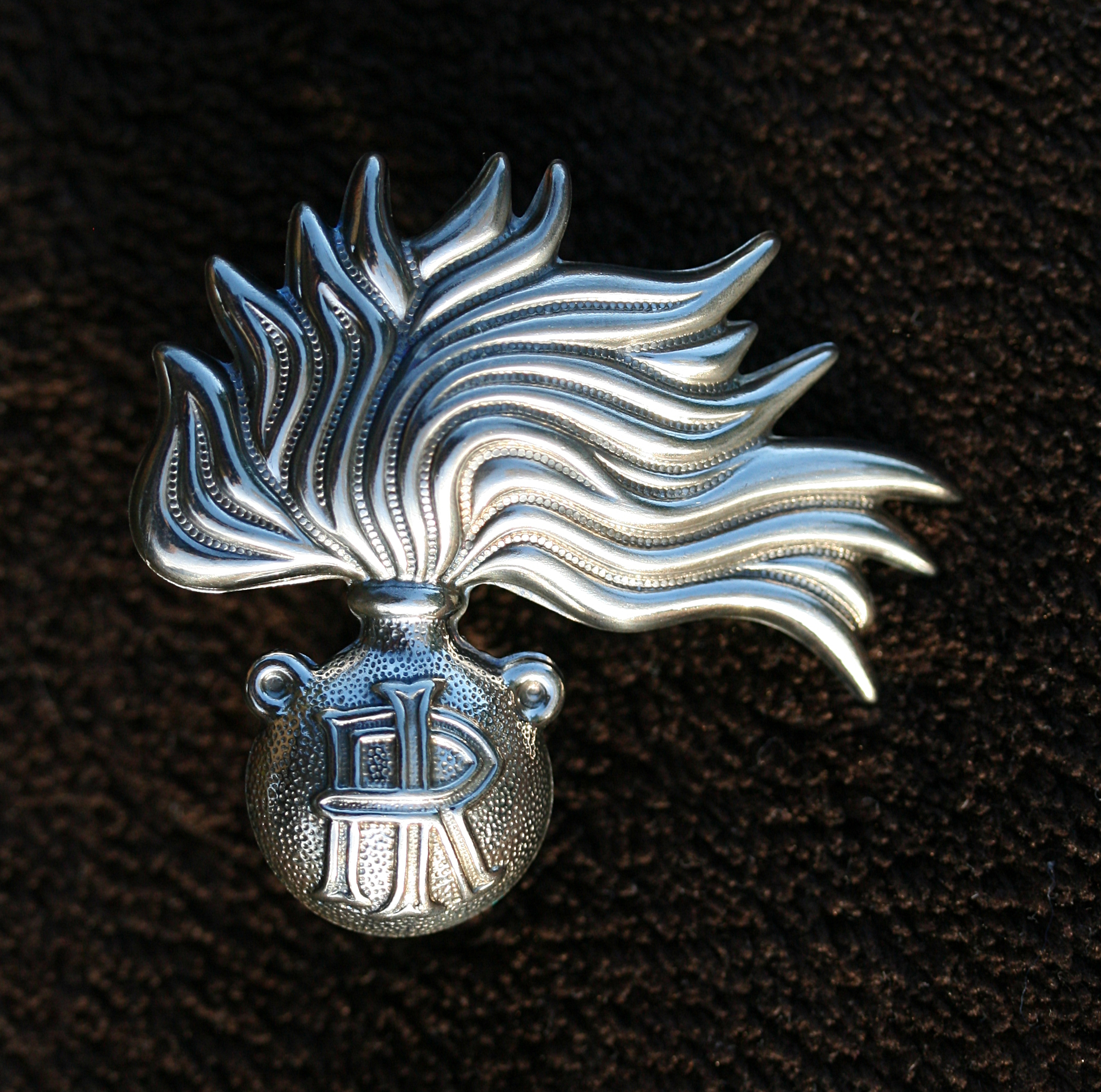
Fregio metallico da berretto dei Carabinieri fino al grado di appuntato scelto

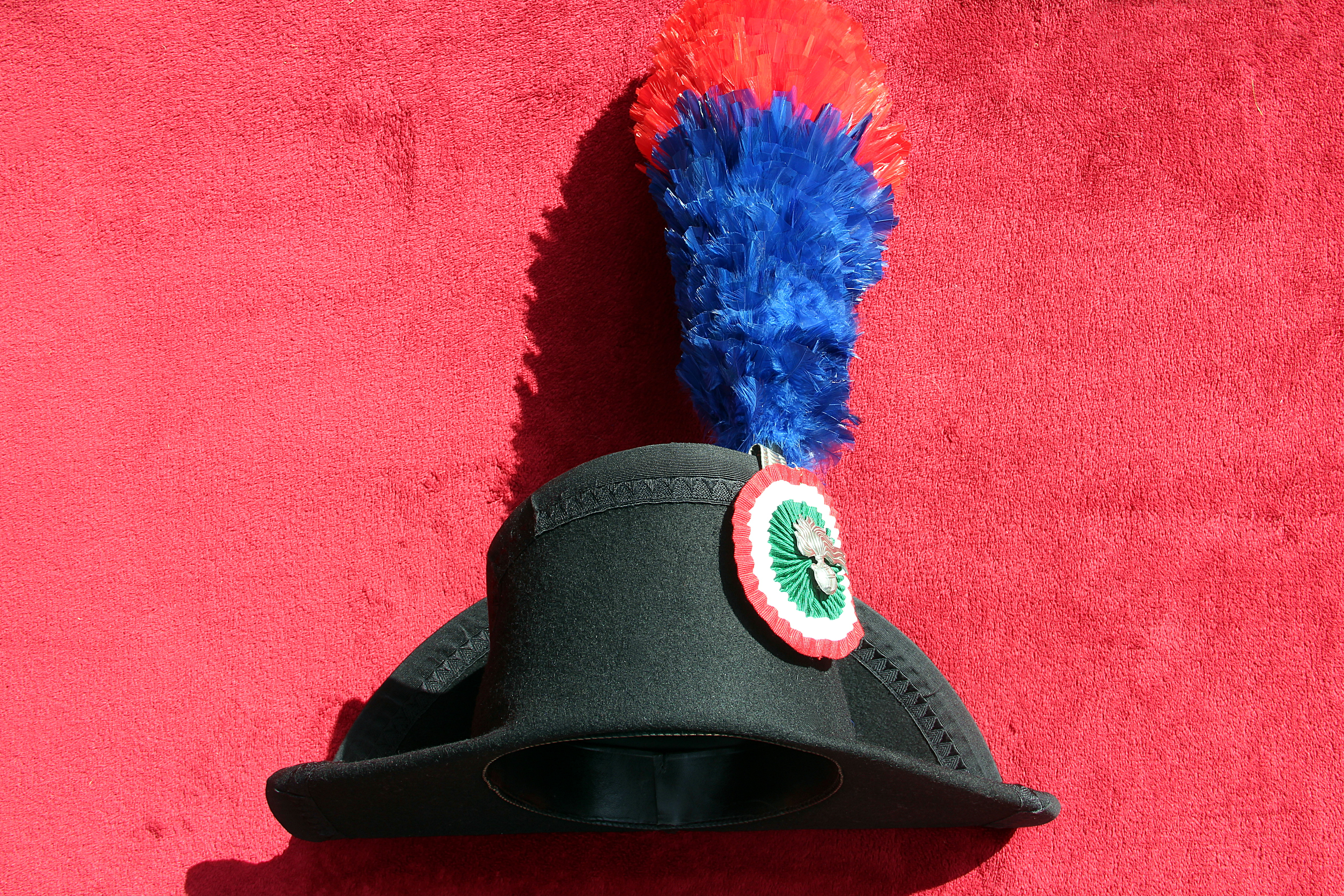
La lucerna, cappello bicorne con pennacchio rosso-blu

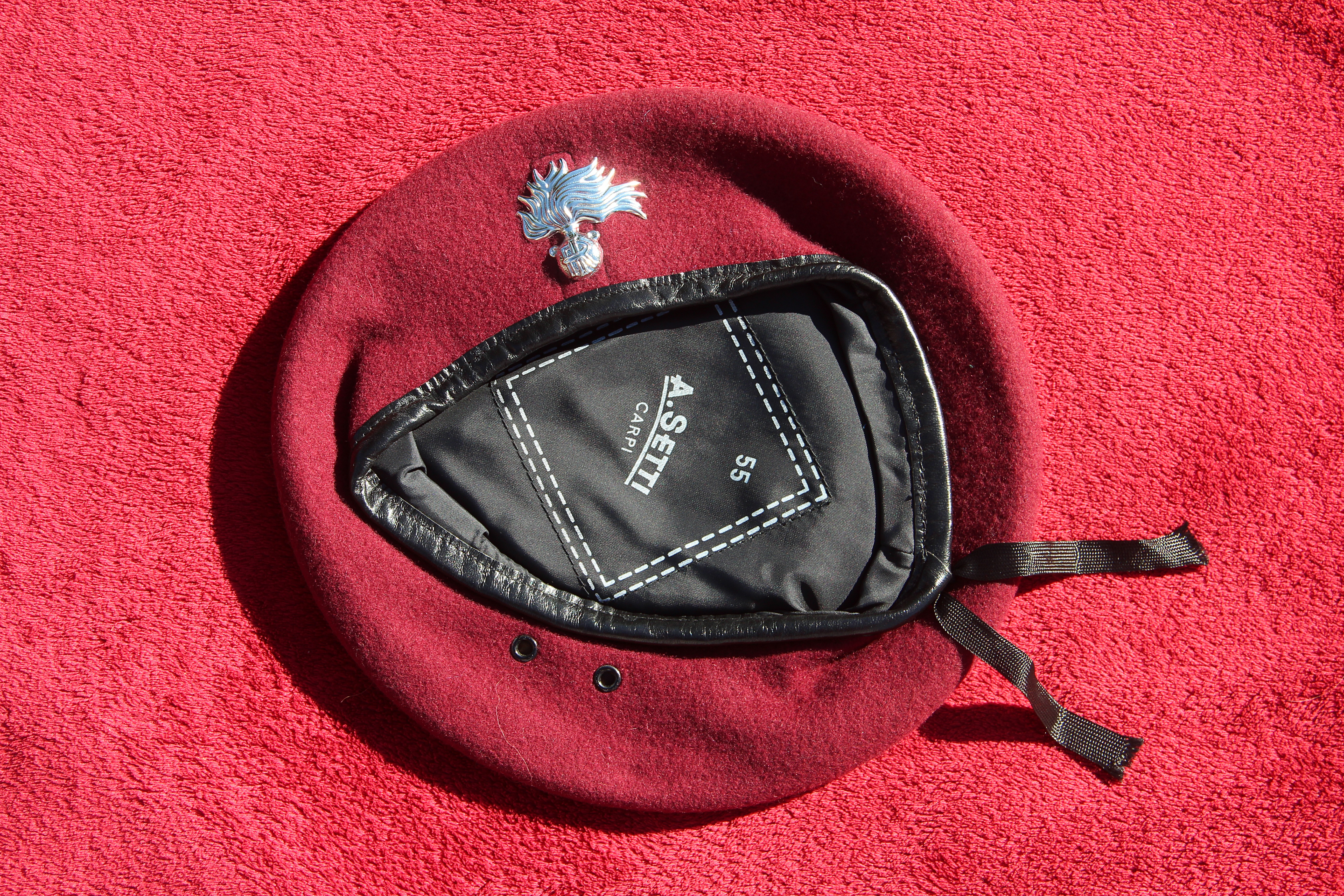
Basco amaranto da paracadutista con fregio argentato

L'Arma è articolata in organizzazione centrale, addestrativa, territoriale, mobile, speciale e foresto-ambientale, reparti per esigenze specifiche.

### Organizzazione centrale
- Comandante generale, carica triennale ricoperta da un generale di corpo d'armata
  - Comando generale
- Vice comandante generale, incarico annuale ricoperto dal generale di corpo d'armata (il più anziano), gestisce l'Ufficio storico e il Museo storico
- Capo di stato maggiore, incarico ricoperto da un generale di corpo d'armata o di divisione, è supportato uno Stato maggiore composto da: 
  - I Reparto organizzazione delle forze
  - II Impiego delle forze
  - III Telematica
  - IV Sostegno logistico delle forze
  - V Relazioni esterne e comunicazione
  - VI Pianificazione, programmazione, bilancio; e controllo
  - Reparto autonomo
  - Direzione sanità
  - Direzione amministrazione
- Sottocapo di stato maggiore, incarico ricoperto da un generale di divisione; ha alle dipendenze: 
  - Centro nazionale di selezione e reclutamento (CNSR)
  - Centro nazionale amministrativo (CNA)

### Organizzazione addestrativa
Con a capo il Comando delle Scuole dell'Arma, dipendono:
- Legione Allievi, che coordina le varie scuole   allievi carabinieri, dislocate in varie città italiane
- Scuola Ufficiali (a Roma per il triennio accademico dei tenenti)
- Scuola Marescialli e Brigadieri (a Firenze per il triennio accademico dei marescialli; a Velletri per l'anno accademico dei brigadieri)
- Scuola Forestale Carabinieri di Cittaducale (Rieti)
- Scuola carabinieri di perfezionamento al tiro (Roma)
- Istituto superiore di tecniche investigative (Velletri)
- Centro di psicologia applicata per la formazione (Roma)
- Centro lingue estere (Roma)
- Centro Sportivo Carabinieri
- Centro subacquei dell'Arma dei Carabinieri

### Organizzazione territoriale
- Comandi Interregionali (a Padova, Milano, Roma, Napoli, Messina)
- Comandi Legione (a Torino, Milano, Genova, Bolzano, Padova, Udine, Bologna, Firenze, Perugia, Ancona, Chieti, Roma, Napoli, Cagliari, Bari, Potenza, Catanzaro, Palermo)
- Comandi Provinciali (in 105 capoluoghi di provincia) ciascuno col proprio Reparto Operativo includente un Nucleo Radiomobile (acronimo NRM) e un Nucleo Investigativo
- Gruppi (Aosta, Roma, Ostia, Frascati, Milano, Napoli, Rho, Castello di Cisterna, Aversa, Palermo, Monreale, Locri, Torre Annunziata, Gioia Tauro, Lamezia Terme, Trani) coi propri NORM e API
- Reparti territoriali (Mondragone, Olbia, Gela, Nocera Inferiore, Aprilia, Termini Imerese. Vallo della Lucania) ciascuno coi propri NORM e API
- Comandi Compagnia, ciascuno coi propri NORM e API
- Comandi Tenenza (nei comuni con elevato numero di abitanti, fino a 25 000)
- Comandi Stazione (coincidono con il territorio di uno o più comuni)
- Posti fissi (Ambra, Pergusa, San Felice Circeo a mare, Venezia-piazzale Roma)
- Posti carabinieri (località di minore impegno operativo)

Operano, inoltre, con dipendenza dai rispettivi vice comandanti di Legione:

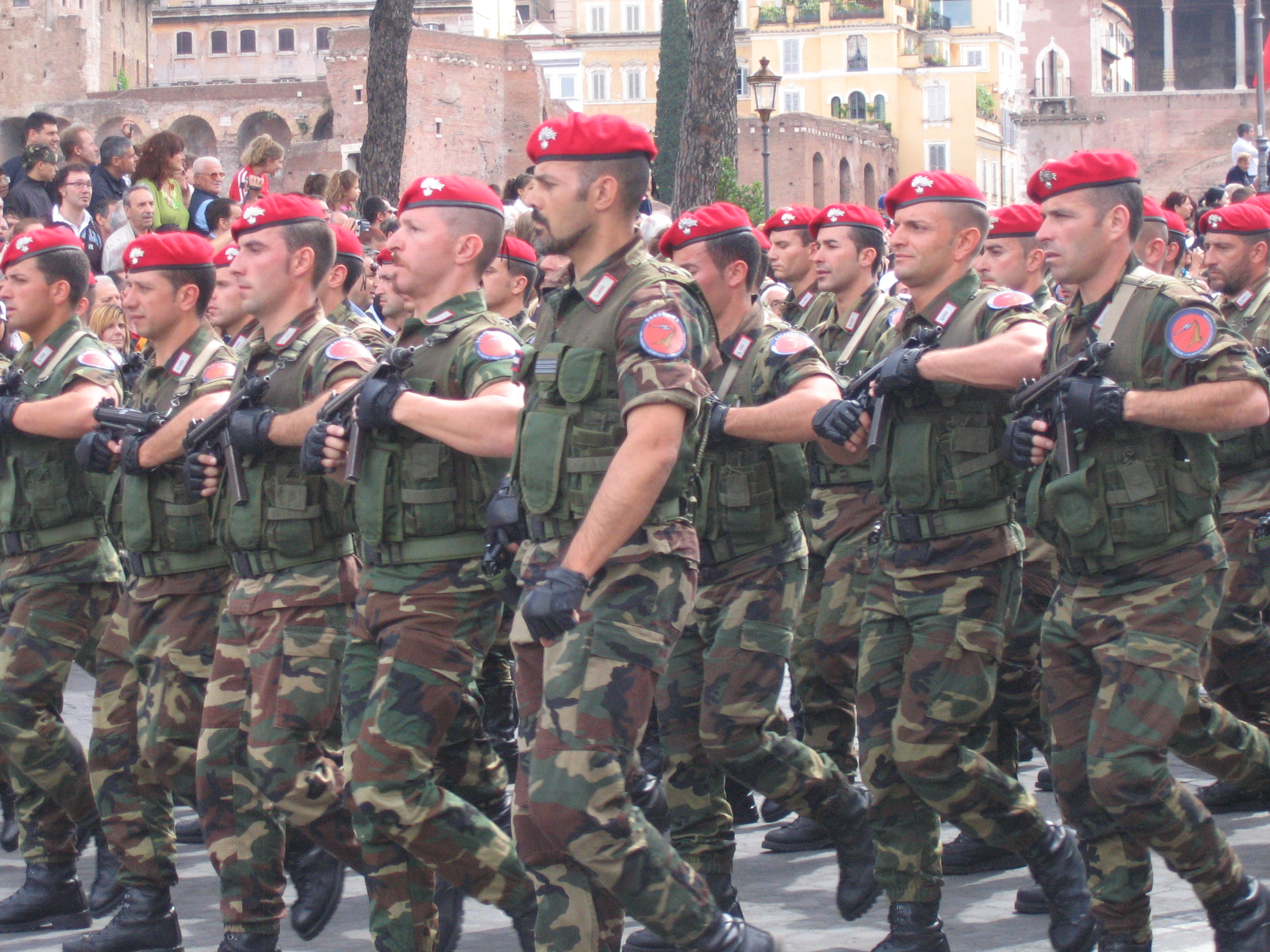
Squadrone Eliportato Cacciatori "Sardegna"

- Squadrone eliportato carabinieri cacciatori "Calabria" a Vibo Valentia
- Squadrone eliportato carabinieri cacciatori "Sicilia" nella base militare di Sigonella
- Squadrone eliportato carabinieri cacciatori "Sardegna" ad Abbasanta
- Squadrone eliportato carabinieri cacciatori "Puglia" a San Giovanni Rotondo
- Centro Cinofili a Firenze con nuclei cinofili presenti in altre città d'Italia

### Organizzazione mobile e speciale
Il Comando unità mobili e specializzate "Palidoro" è posto al vertice di questa organizzazione dalla quale dipendono:

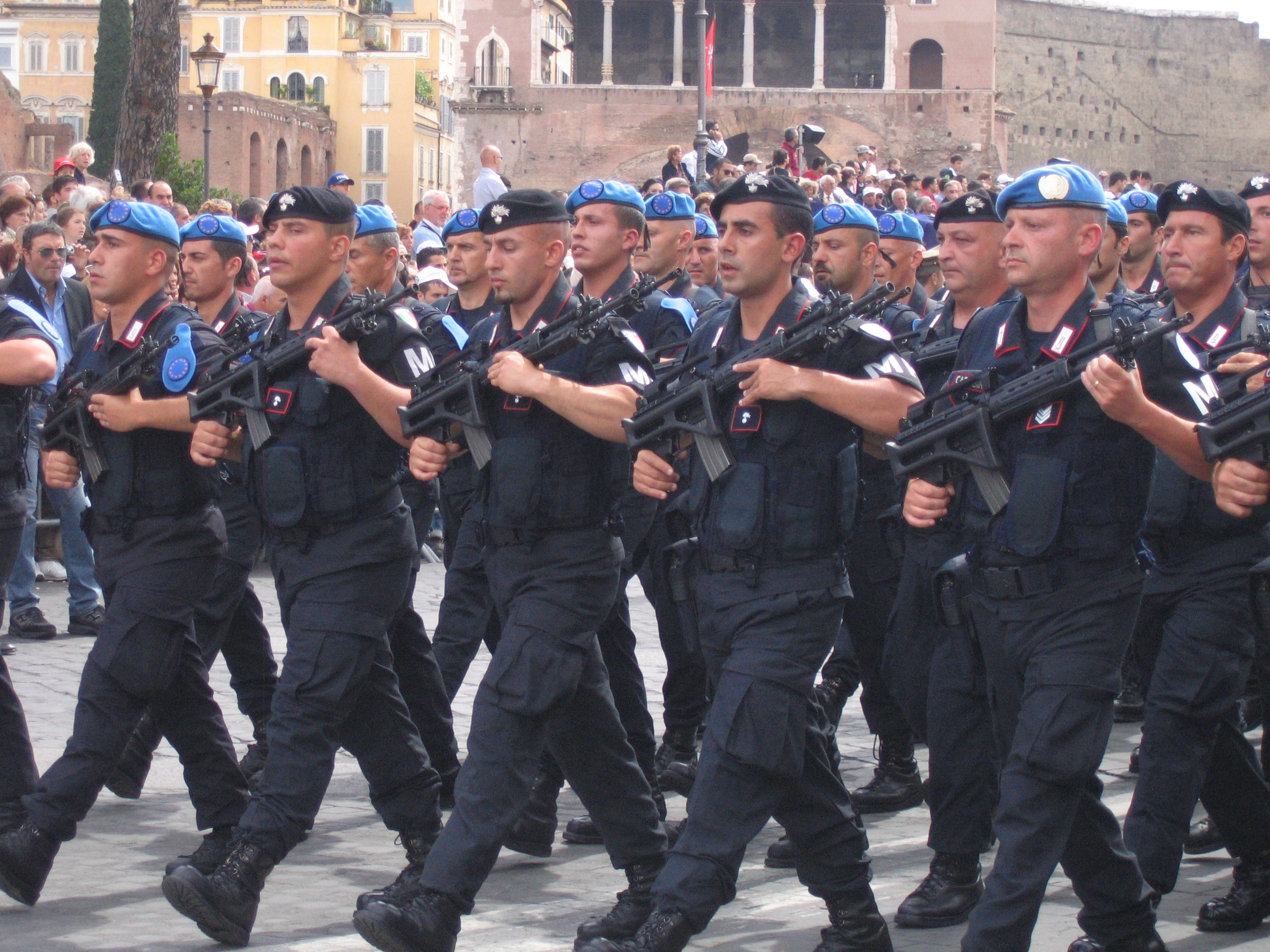
Plotone del 13º Reggimento "Friuli Venezia Giulia"

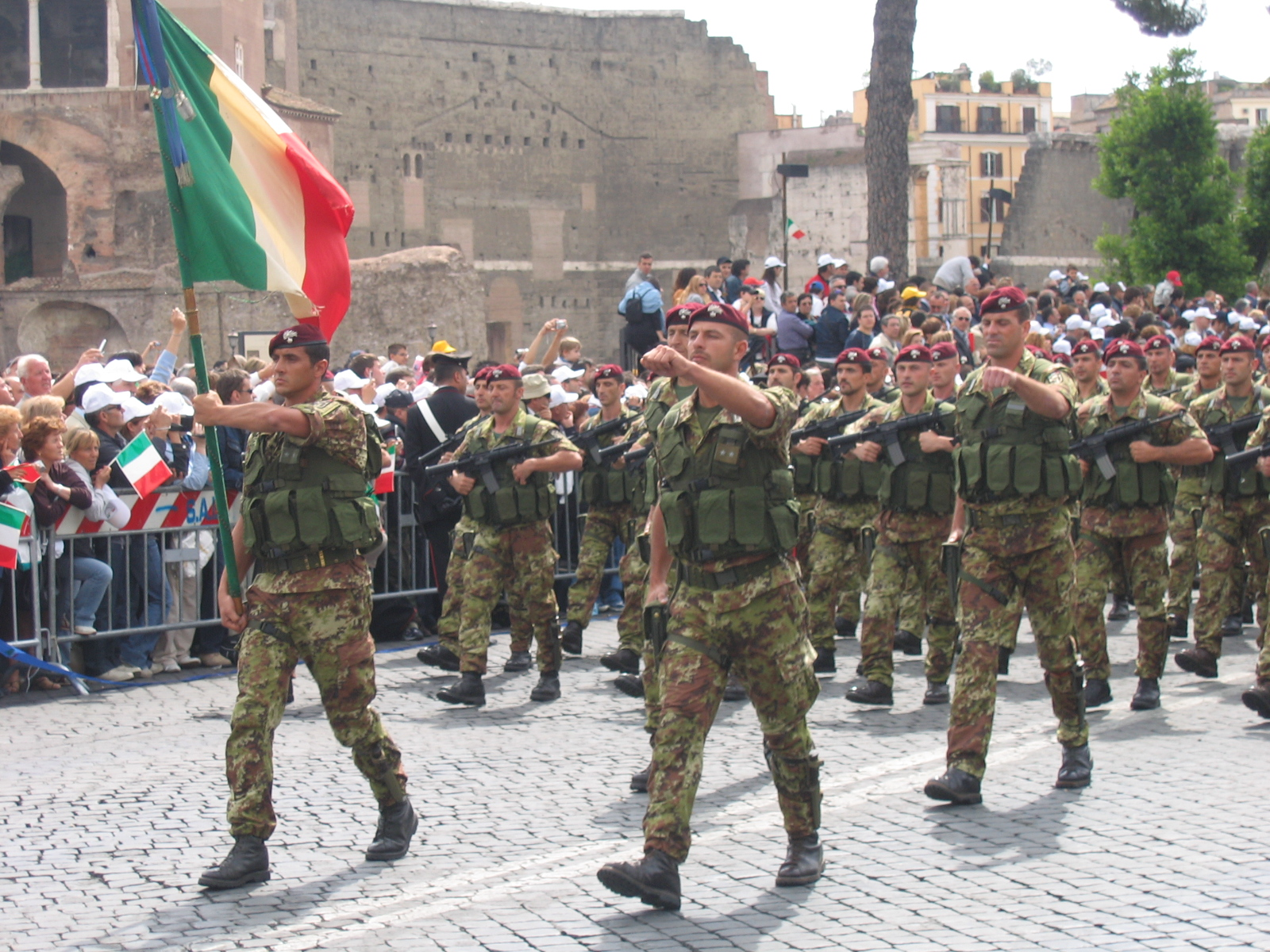
Plotone del 1º Reggimento Paracadutisti "Tuscania"

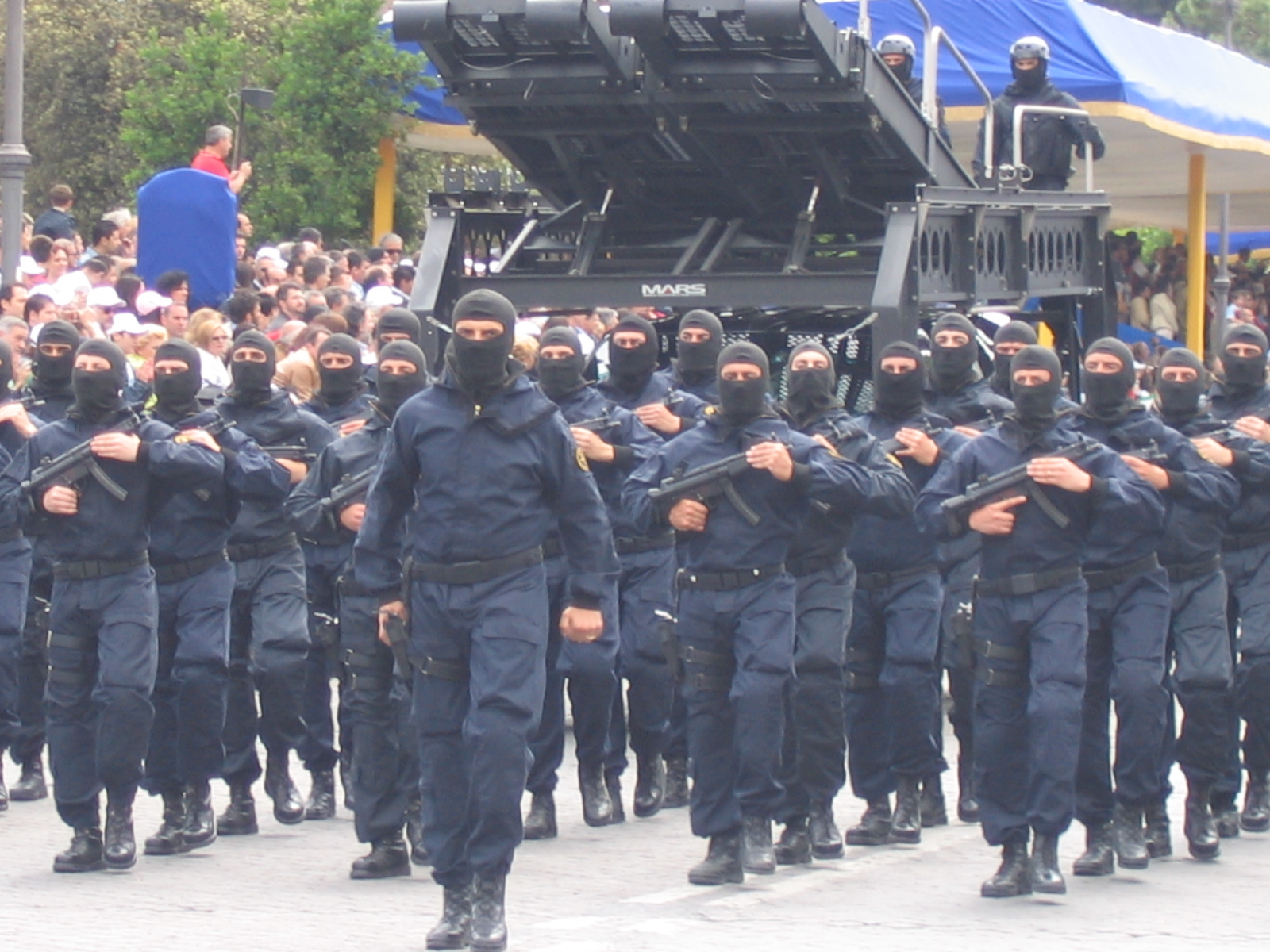
Plotone del GIS Carabinieri (Gruppo Intervento Speciale)

- Divisione unità mobili, a sua volta articolata in:
  - 1ª Brigata mobile (Roma) alle cui dipendenze sono posti:
    - 7 Reggimenti (Torino, Milano, Bologna, Roma, Napoli, Bari, Palermo)
    - 5 Battaglioni (Genova, Firenze, Venezia-Mestre, Vibo Valentia, Cagliari)
    - 4º Reggimento a Cavallo (Roma)

  - 2ª Brigata mobile (Livorno) che sovrintende a:
    - 7º Reggimento Trentino-Alto Adige (Laives)
    - 13º Reggimento Friuli-Venezia Giulia (Gorizia)
    - 1º Reggimento Paracadutisti Tuscania (Livorno)
    - Gruppo di intervento speciale (GIS)
- Divisione Unità Specializzate, dalla quale dipendono i comandi:
  - Tutela patrimonio culturale (salvaguardia il patrimonio archeologico, artistico e storico nazionale)
  - Comando Banca d'Italia (vigilanza sedi centrali e periferiche dell'istituto)
  - Antifalsificazione monetaria (repressione del falso nummario)
  - Tutela della salute (prevenzione e contrasto degli illeciti in materia di sanità, igiene e sofisticazioni alimentari)
  - Tutela del lavoro (tutela del lavoro in tutte le sue forme, reprimendo gli abusi e contrastando quello irregolare)
  - Raggruppamento Aeromobili (aerei ed elicotteri)
  - Raggruppamento Investigazioni scientifiche (con i reparti investigazioni scientifiche
  - Reparto investigazioni scientifiche con sede nelle città di Parma, Roma, Cagliari, Messina
- Raggruppamento operativo speciale (con sede in Roma, dispone di sezioni anticrimine in alcune città del territorio nazionale)
- Comando ministero affari esteri (vigilanza presso l'omonimo Ministero della capitale e le rappresentanze diplomatiche italiane all'estero)
- Centro di Eccellenza per le Stability Police Units - CoESPU (Vicenza)

### Organizzazione forestale, ambientale e agroalimentare
Istituita il 1º gennaio 2017, al vertice vi è posto il Comando unità forestali, ambientali e agroalimentari dal quale dipendono:
- Comando tutela forestale, costituito da:
  - 14 comandi Regione CC Forestali (Torino, Milano, Padova, Genova, Bologna, Firenze, Perugia, Ancona, Roma, L'Aquila, Napoli, Bari, Potenza, Reggio Calabria)
  - 83 Gruppi CC Forestali
  - 960 Stazioni CC Forestali
- Comando tutela biodiversità e parchi, articolato su:
  - Raggruppamento CC biodiversità con 28 Reparti CC biodiversità, 3 Centri nazionali biodiversità
  - Raggruppamento CC Parchi, con 20 Reparti CC Parco, 3 Distaccamenti CC Parco, 148 Stazioni CC
  - Raggruppamento CC CITES[24] articolato su 35 Nuclei CC CITES da cui dipendono 11 Distaccamenti CC CITES
- Comando tutela ambientale, con:
  - 12 Reparti tutela ambientale
  - 31 Nuclei operativi ecologici
- Comando tutela agroalimentare, con:
  - 1 Reparto di coordinamento operativo
  - 5 Nuclei anti-frode comunitaria

### Reparti e unità per esigenze specifiche
- Reggimento Corazzieri
- Reparto Presidenza della Repubblica
- Comandi presso: Senato della Repubblica, Camera dei deputati, Corte Costituzionale, Consiglio Nazionale dell'Economia e del Lavoro, Corte dei conti
- Banda musicale

Sono operativi, altresì, comandi che svolgono compiti di polizia militare e di sicurezza in favore di:
- Organismi militari alleati e multinazionali aventi sede in Italia:

- - NATO
  - Setaf
  - Allied Joint Force Command Naples
  - CoESPU
  - EuroGendFor
- Forze Armate italiane: 

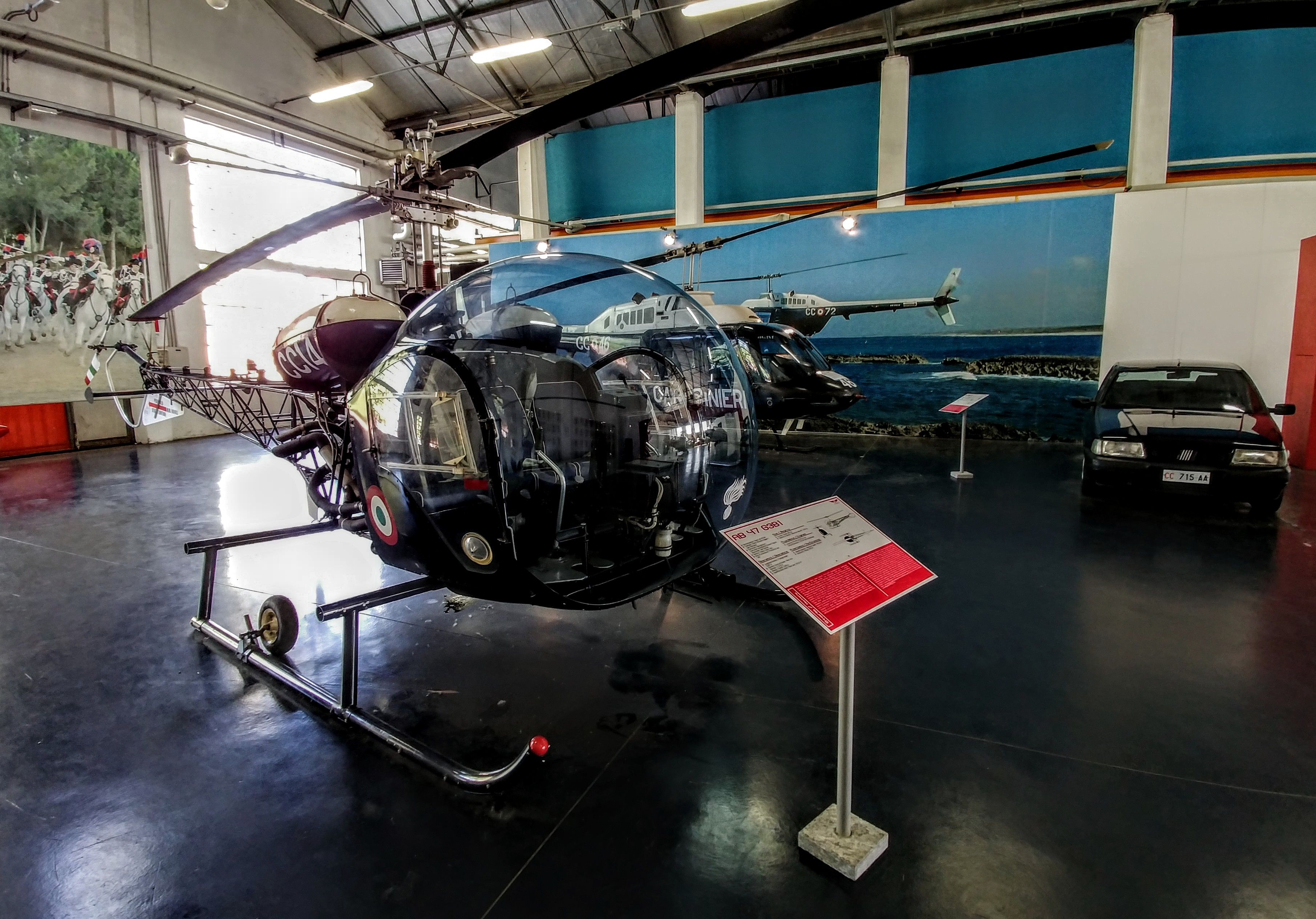
Elicottero AB 47, in forza all'Arma dei carabinieri dal 1966 al 1977 ed ora esposto a Volandia

  - Stato Maggiore della Difesa e dipendente Raggruppamento Unità Difesa
  - Esercito Italiano
  - Aeronautica Militare
  - Marina Militare
- Magistratura militare

## Compiti istituzionali
Ai sensi del D. Lgs. 5 ottobre 2000, n. 297, l'Arma ha una duplice natura: di forza armata e di forza di polizia. Per le due funzioni dipende, rispettivamente, dal capo di stato maggiore della difesa e dal Ministero dell'interno. È quindi un Corpo militare di polizia (gendarmeria) a competenza generale ed in servizio permanente di pubblica sicurezza, dipendente dal comandante generale e dal capo di stato maggiore della difesa. In ragione della sua peculiare connotazione di forza di polizia ad ordinamento militare e competenza generale, le sono affidati numerosi compiti. I compiti e le competenze, oltre che dal D.Lgs di riordino, sono affermati dal codice dell'ordinamento militare:
- compiti militari: concorre alla difesa integrata del territorio nazionale. Il concorso è definito, in accordo con il comandante generale dell'Arma, dai capi di stato maggiore di forza armata, responsabili dell'approntamento e dell'impiego dei rispettivi dispositivi di difesa;[31] partecipa alle operazioni militari in Italia e all'estero sulla base della pianificazione d'impiego delle forze armate stabilita dal capo di stato maggiore della difesa;
  - sicurezza militare: esercizio esclusivo delle funzioni di organo di sicurezza per l'Esercito, per la Marina Militare e per l'Aeronautica Militare, ai sensi del codice penale militare di guerra e di pace
  - polizia giudiziaria militare: sicurezza delle rappresentanze diplomatiche e consolari italiane all'estero, ivi compresa quella degli uffici degli addetti militari; assistenza ai comandi e alle unità militari impegnati in attività istituzionali nel territorio nazionale, concorso al servizio di mobilitazione; abilitazioni di sicurezza: "L'Arma dei Carabinieri fornisce all'autorità individuata dal Presidente del Consiglio dei ministri nell'esercizio delle funzioni di cui all'articolo 1 della legge 24 ottobre 1977, n. 801, elementi informativi necessari per il rilascio delle abilitazioni di sicurezza agli appartenenti alle Forze armate, al personale civile dell'amministrazione della difesa, nonché alle persone fisiche e giuridiche per lo svolgimento di attività produttive attinenti alla sicurezza militare dello stato".[32]
  - compiti di polizia militare: svolge in esclusiva per l'Esercito, la Marina Militare e l'Aeronautica Militare la funzione di polizia militare, compresa quella investigativa, sia in Italia che nelle missioni militari all'estero; esercizio esclusivo di polizia alle dipendenze degli organi della giustizia militare; operazioni di polizia militare all'estero, sulla base di accordi e mandati internazionali; concorso alla ricostituzione dei corpi di polizia locali nelle aree di presenza delle forze armate in missioni di supporto alla pace

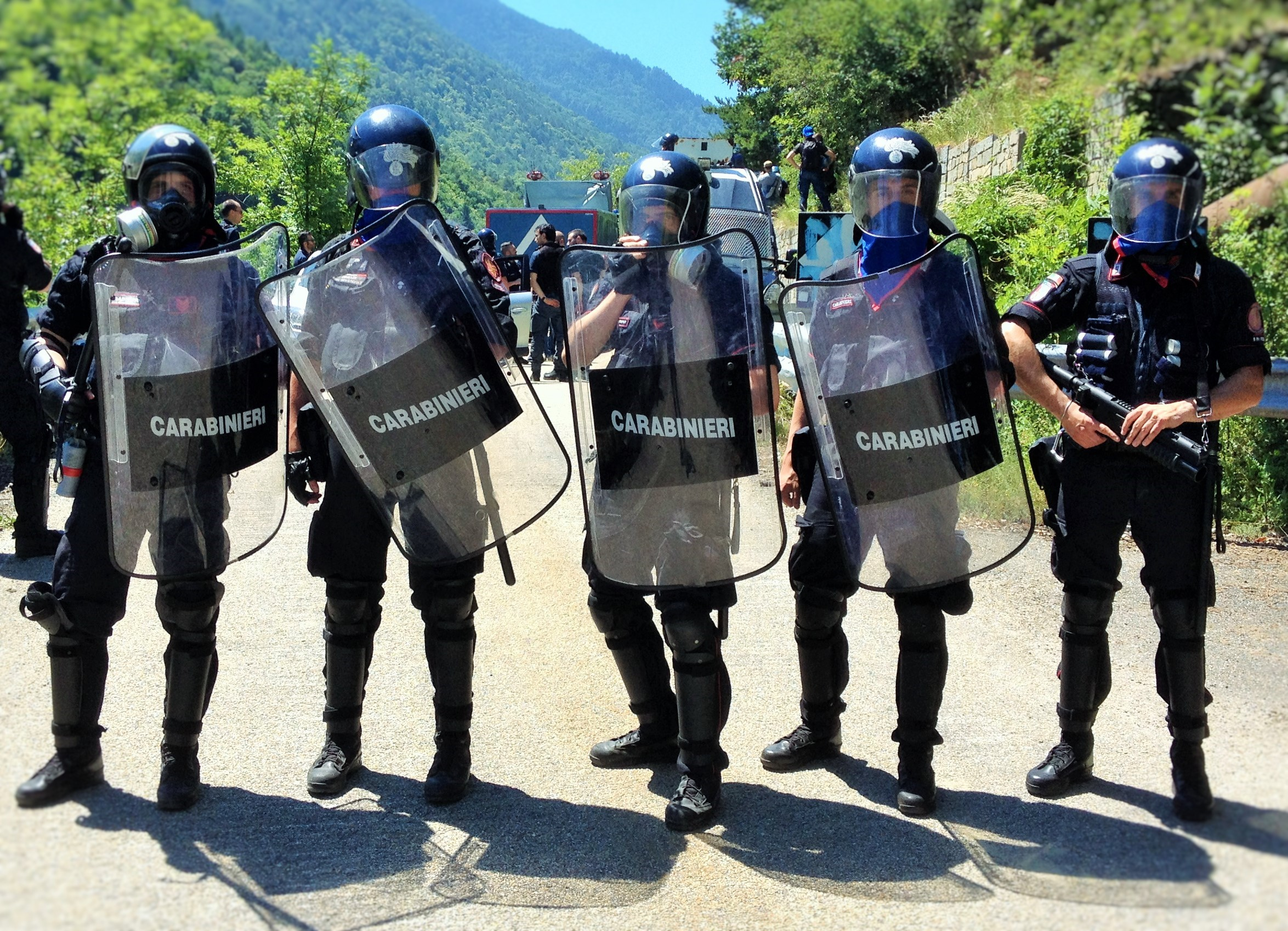
Carabinieri di un Battaglione in assetto da ordine pubblico

- compiti di polizia (artt. 159 e 161 del D. Lgs. n. 66/2010): esercizio delle funzioni di polizia giudiziaria e di sicurezza pubblica; mantenimento dell'ordine pubblico e della sicurezza; quale struttura operativa nazionale di protezione civile, assicurazione della continuità del servizio di istituto nelle aree colpite dalle pubbliche calamità, concorrendo a prestare soccorso alle popolazioni interessate agli eventi calamitosi
- compiti speciali: servizi presso gli uffici giudiziari; servizi presso la Presidenza della Repubblica; assolvimento delle scorte d'onore
- compiti internazionali: peacekeeping: l'Arma è la forza di polizia italiana per la Forza di gendarmeria europea, partecipa alle missioni internazionali con la Multinational Specialized Unit, con reparti o singoli militari inquadrati all'interno di organismi internazionali NATO/ONU/UE

Contribuisce inoltre ai servizi di polizia stradale sulla viabilità ordinaria oltre che nel servizio di frontiera lungo i confini terrestri.

## Missioni all'estero dell'Arma
Missioni più significative nelle quali l'Arma ha impiegato le sue truppe:
- Crimea, 1855
- Corno d'Africa, 1883
- Isola di Creta, 1897
- Cina, Tiestin, 1900
- Macedonia, 1904
- Costantinopoli, 1911
- Cile, 1911
- Libia, 1911
- Grecia, 1912
- Isole Egee, 1912
- Albania, 1913
- San Marino, 1921
- Libia, 1922
- Saar, 1934
- Somalia, 1923
- Etiopia, 1935
- Spagna, 1937
- Albania, 1939
- Russia, 1941
- Corsica, 1943
- Libano, 1982
- Namibia, 1990
- Golfo Persico, 1990
- Kurdistan, 1991
- Albania, 1991
- El Salvador, 1991
- Cambogia, 1991
- Somalia, 1992
- Mozambico, 1993
- Palestina, 1994
- Guatemala, 1995
- Timor Est, 1999
- Etiopia, 2000
- Eritrea, 2000
- Bosnia ed Erzegovina, 1995
- Albania, 1997
- Kosovo, 1999
- Iraq, 2003
- Cipro, 2005
- Palestina, 2005
- Afghanistan, 2007
- Ciad, 2008
- Etiopia, 2008
- Haiti, 2010
- Uganda, 2010

## Personale

### Reclutamento
Prima del 2005 il reclutamento del personale per il ruolo di base (appuntati e carabinieri) avveniva tramite concorso pubblico aperto sia al personale civile sia ai militari del Corpo. Era anche possibile l'arruolamento previo superamento di concorso per allievo carabiniere ausiliario, quest'ultimo riservato ai cittadini di sesso maschile chiamati al servizio militare di leva in Italia. Dopo l'emanazione della legge 23 agosto 2004, n. 226, che ha sospeso l'operatività del servizio militare di leva in Italia a partire dal 2005 il reclutamento avviene con concorso pubblico riservato ai soggetti già appartenenti ai ranghi delle forze armate italiane, o che abbiano comunque prestato un periodo di ferma presso le forze armate italiane, anche se in alcuni casi è previsto l'arruolamento diretto di civili. Per i nati entro il 1985 (incluso), è inoltre necessario essere in regola con gli obblighi di leva (il che presuppone aver svolto il servizio militare obbligatorio). Il Decreto del Ministero della difesa 22 aprile 1999 n. 188 prevede dei limiti di età particolari per l'arruolamento nell'Arma dei Carabinieri. In applicazione della legge 20 ottobre 1999 n. 380, dall'anno 2000 possono esser arruolate anche le donne, senza alcuna distinzione per gradi e ruoli. L'unica distinzione che viene fatta è nella valutazione delle prove di efficienza fisica, con tabelle meno rigide e punteggi meno esigenti rispetto a quelli maschili. La disciplina è oggi contenuta nel d.lgs. 15 marzo 2010, n. 66 che prevede anche delle riserve di posti nei casi tassativamente indicati dalla legge. Dal 1º gennaio 2016, i concorsi per le forze dell'ordine, tra cui l'Arma dei Carabinieri sono stati aperti ai civili, purché siano in possesso dei requisiti richiesti e di condotta incensurabile e rispettino i limiti di età, rimane comunque una riserva di posti per i VFP1 e VFP4.
Le prove concorsuali oggi sono tenute nel Centro nazionale di selezione e reclutamento sito nella caserma "Salvo D'Acquisto", a Roma. A seconda del ruolo, i vincitori vengono inviati nelle varie strutture dedicate all'addestramento; per quanto riguarda gli ispettori e gli ufficiali il reclutamento avviene attraverso concorsi pubblici aperti sia ai civili sia ai militari, oppure attraverso concorsi interni aperti esclusivamente ai militari in possesso di determinati requisiti.

### Limitazioni al matrimonio
Fin dalla sua fondazione ai sottufficiali e carabinieri erano imposte delle limitazioni relative alla possibilità di contrarre matrimonio; ad esempio, nell'immediato secondo dopoguerra, il decreto legislativo luogotenenziale 29 marzo 1946, n. 155 limitava i sottufficiali a contrarre matrimonio solo dopo aver ultimato 9 anni di servizio ed aver compiuto il ventottesimo anno di età. Per appuntati e carabinieri vi erano limitazioni più strette e la condizione comune era quella di aver ultimato la terza rafferma triennale. La legge 6 aprile 1956, n. 185 prevedeva per i marescialli la possibilità di contrarre matrimonio senza limite di età; per brigadieri, vice brigadieri, appuntati e carabinieri, al compimento dei trent'anni di età. La legge 1º febbraio 1989, n. 53 disponeva che i carabinieri ed i brigadieri potessero contrarre matrimonio dopo aver compiuto quattro anni di servizio, avendo compiuto il venticinquesimo anno di età. Le citate disposizioni sono state poi abolite nel marzo 2010 con l'emanazione del codice dell'ordinamento militare.

### Ruoli e gradi
I ruoli sono 4 mentre i gradi sono 21:
- ruolo Ufficiali: con i gradi di sottotenente, tenente, capitano (ufficiali inferiori); maggiore, tenente colonnello, colonnello (ufficiali superiori); generale di brigata, generale di divisione, generale di corpo d'armata (ufficiali generali). Ai gradi può essere aggiunta una stella bordata di rosso durante la reggenza di un incarico superiore a quello previsto per il militare reggente.

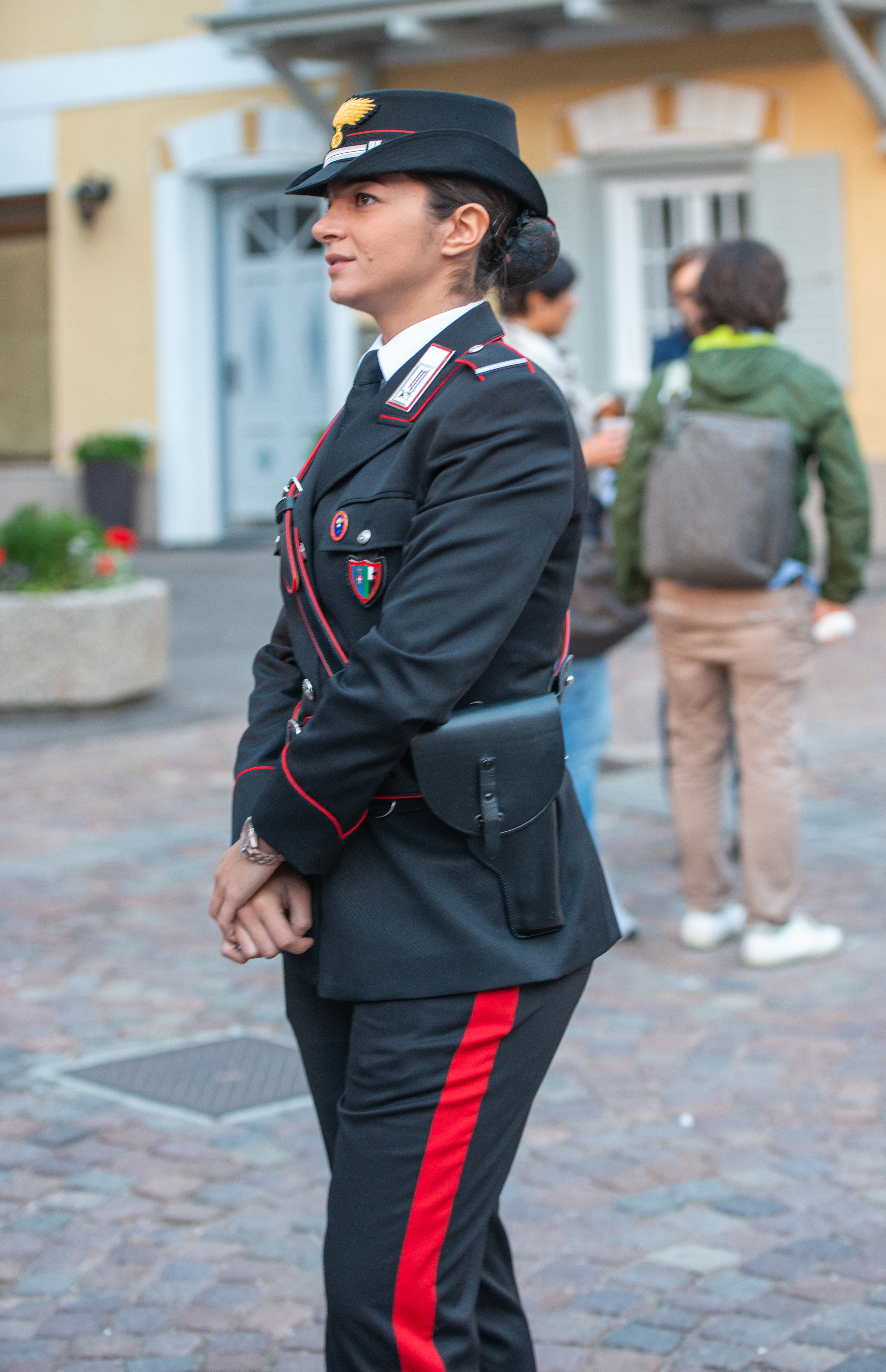
Maresciallo in uniforme ordinaria di servizio

- ruolo Ispettori:[42] con i gradi di maresciallo, maresciallo ordinario, maresciallo capo, maresciallo maggiore, luogotenente. Al luogotenente può essere attribuita, per anzianità di grado, la qualifica di carica speciale.
- ruolo Sovrintendenti:[42] con i gradi di vicebrigadiere, brigadiere, brigadiere capo. Al brigadiere capo può essere attribuita, per anzianità di grado, la qualifica speciale.
- ruolo Appuntati e carabinieri:[43] con i gradi di carabiniere, carabiniere scelto, appuntato e appuntato scelto.  All'appuntato scelto può essere attribuita, per anzianità di grado, la qualifica speciale.

Nel 2011 l'Arma contava una forza organica di 114 778 unità così ripartite: 3 797 ufficiali; 29 531 ispettori; 20 000 sovrintendenti; 61 450 appuntati e carabinieri. A dette unità sono da aggiungere 2 896 unità in forza extra-organica ripartiti nei vari ruoli e 1 042 allievi per un totale di 118 716 carabinieri. Nel 2012 è stato possibile arruolare e sostituire solo il 20% del personale cessato dal servizio per pensionamento. Nel 2013 il comandante generale dell'Arma, Generale Leonardo Gallitelli, ha affermato che, a fronte di circa 118 000 operatori previsti, l'Arma contava soltanto 105 472 unità, con un ammanco di circa 12 000 uomini: 4 000 appuntati e carabinieri, 6 000 brigadieri, 2 000 marescialli e 200 ufficiali. Nel 2015 l'Arma dei Carabinieri contava un totale di 103 659 unità. Dal 1º gennaio 2017 si aggiunge il personale transitato dal disciolto Corpo Forestale dello Stato.

## Uniformi

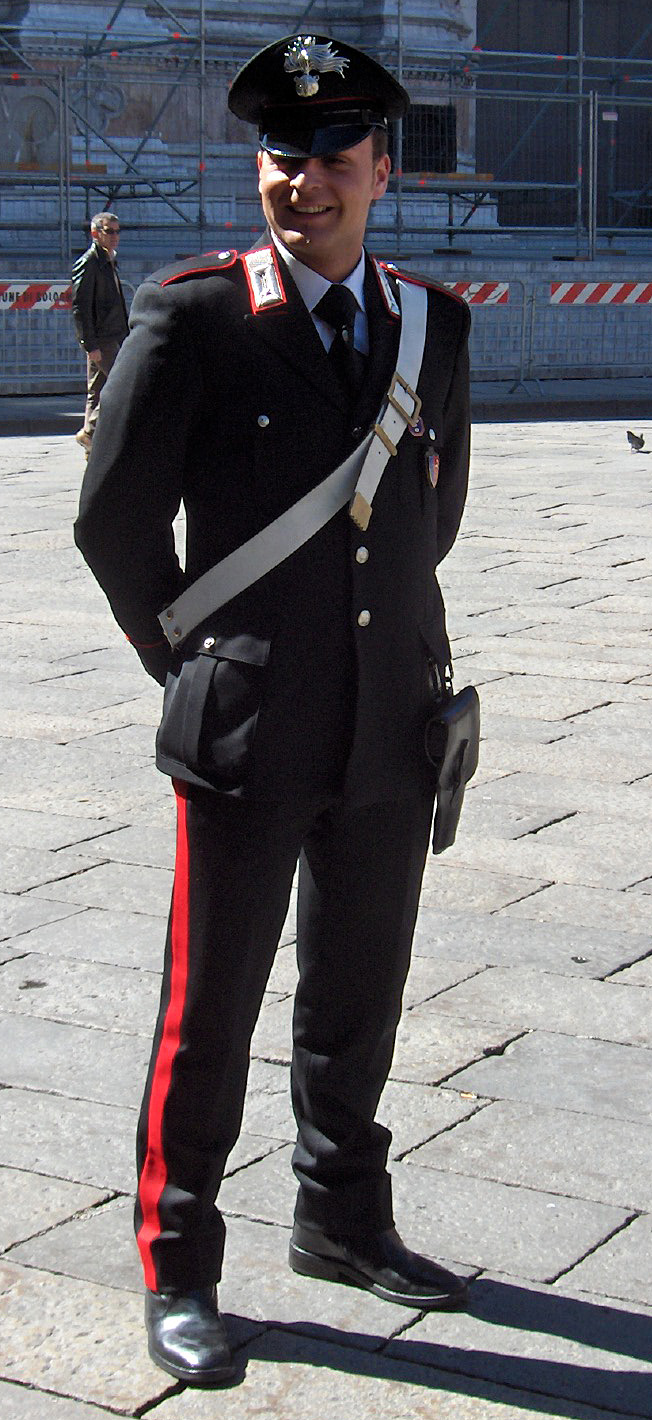
Carabiniere in uniforme ordinaria

L'uniforme ordinaria è di colore nero sia nella versione invernale sia estiva (esse si differenziano solo per la qualità del tessuto): si compone di una giacca a un petto con quattro bottoni argentati sormontati dalla fiamma indossata sopra una camicia bianca con cravatta nera. Gli ufficiali hanno alamari a foglie d'acanto composti da palma, branca e nappo sui baveri (il rimanente personale ha gli alamari tradizionali dell'Arma in metallo fissati con clip o in filo d'argento). Gli ufficiali, i luogotenenti e i marescialli maggiori non portano la banda rossa verticale sul lato dei pantaloni.

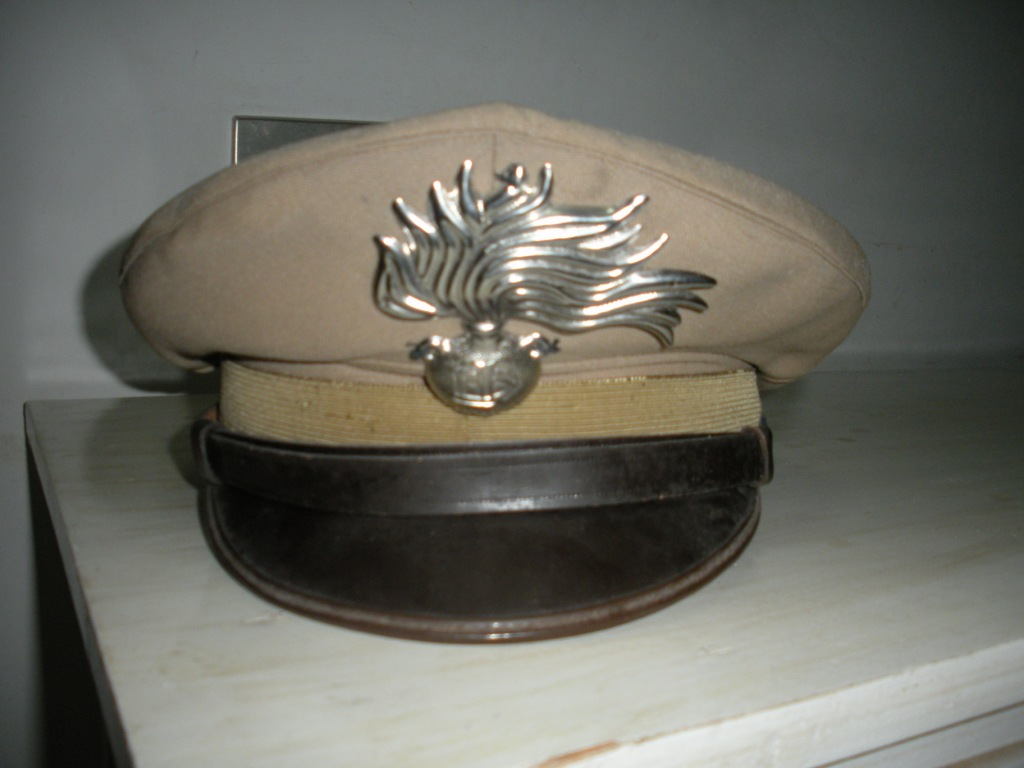
Berretto per Appuntati e Carabinieri usato fino al 1987

Il colore adottato dall'uniforme è variato sul nero solo verso la fine degli anni novanta. Sino a settembre 1987, il colore dell'uniforme estiva era il cachi (familiarmente noto come "coloniale") e prevedeva la cravatta, anch'essa cachi. La cravatta fu abolita nell'Uniforme Ordinaria Estiva dall'estate 1984 consentendo la camicia aperta al primo bottone. Per un breve periodo, dal 1990 sino al 1998-1999, l'uniforme estiva è stata di colore blu turchino (il modello blu e quello nero hanno convissuto per qualche tempo, nell'attesa che fosse completata l'acquisizione delle uniformi nere che costituiscono la dotazione vigente).
L'uniforme di servizio estiva si compone di una camicia di colore celeste, sulla quale vengono applicati i gradi tubolari e pantaloni neri; anch'essa sino alla fine degli anni ottanta era di color cachi. Tra il 1990 e 1999, per le ragioni prima ricordate, i calzoni furono blu turchino.
I marescialli, con l'eccezione dei luogotenenti, e i brigadieri capo nei servizi armati indossano il Sam Browne chiamato anche cinturone con spallaccio (ove viene appesa una fondina chiusa in cuoio per la pistola), mentre il restante personale indossa la tradizionale bandoliera e porta la pistola in una specifica fondina da fianco. Gli ufficiali e gli ispettori (non in servizio armato) portano l'arma d'ordinanza sotto la falda della giacca, se invece sono in servizio armato portano anch'essi il Sam Browne.
Sin dalla fondazione del Corpo, i carabinieri portano sul bavero della giubba gli alamari anziché l'ordinaria mostrina di tutti gli altri militari italiani (con l'unica altra eccezione per i Granatieri di Sardegna): si tratta di una delle differenze che nel tempo questa uniforme ha sempre avuto rispetto alle altre (fra le prime, il colore celeste del colletto e dei paramani, la fodera rossa della giubba, i bottoni in argento bombati).

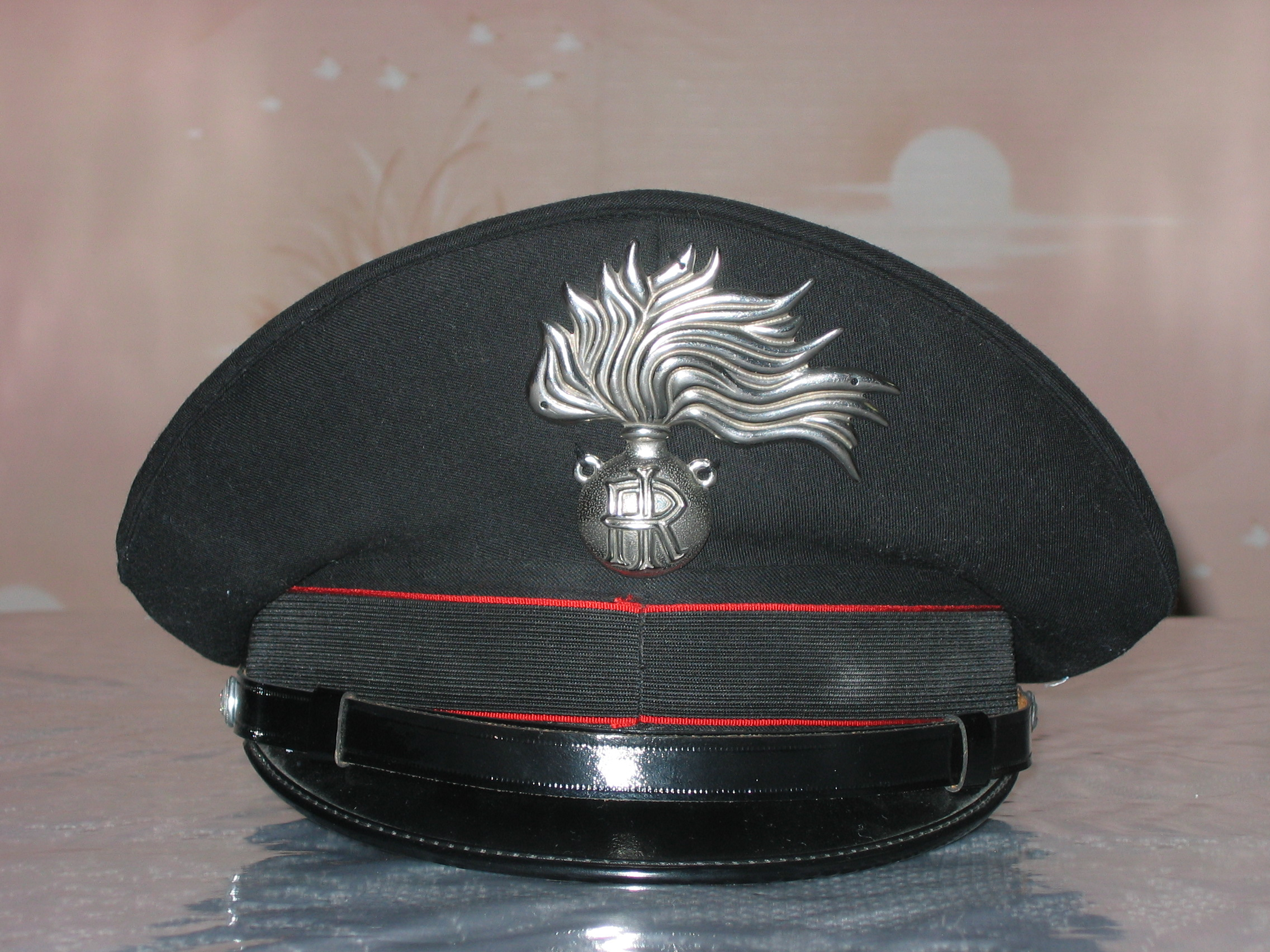
Berretto con fregio per Appuntati e Carabinieri

Il copricapo (il berretto) è rigido con fregio dell'Arma (metallico per appuntati, carabinieri e allievi, ricamato in tessuto argentato per i brigadieri, dorato per gli ispettori e gli ufficiali mentre per i generali il fregio è l'aquila dello stato maggiore con monogramma R.I. al centro, argento per i generali di brigata e di divisione, oro per i generali di corpo d'armata). Gli ufficiali comandanti di reparto portano il fregio ricamato in oro bordato di rosso. Ogni berretto è nero e riporta un soggolo fermato da due bottoni bombati, il soggolo è nero per carabinieri, appuntati, brigadieri e allievi; per i brigadieri capo il soggolo è anch'esso nero ma con l'aggiunta di un galloncino argento screziato di nero. Il soggolo diventa argentato screziato di nero al centro dal grado di maresciallo a quello di maresciallo capo con il numero di galloncini che aumenta con l'aumentare del grado. Per i marescialli maggiori il soggolo è argento bordato di rosso con tre galloncini argento screziati di nero; per il grado apicale dei sottufficiali, ovvero il luogotenente, il soggolo è argento bordato di rosso con quattro galloncini anch'essi argento bordati di rosso. Per gli ufficiali inferiori il soggolo e i galloncini sono interamente in argento senza screziature, per gli ufficiali superiori il soggolo diventa in doppio cordoncino intrecciato sempre argentato con galloncini argentati. Per gli ufficiali generali infine il soggolo diventa una treccia argentata con galloncini argentati. Per i generali con incarichi speciali (vice-comandante e comandante generale dell'Arma, che portano stellette bordate in rosso sulla spalline) i galloncini sono argentati bordati in rosso.
Il fregio dei carabinieri è una granata sormontata da una fiamma con tredici punte, piegata dal vento con monogramma R.I., anch'essa un segno di vicinanza con i granatieri (che hanno uguale granata ma con la fiamma ritta).

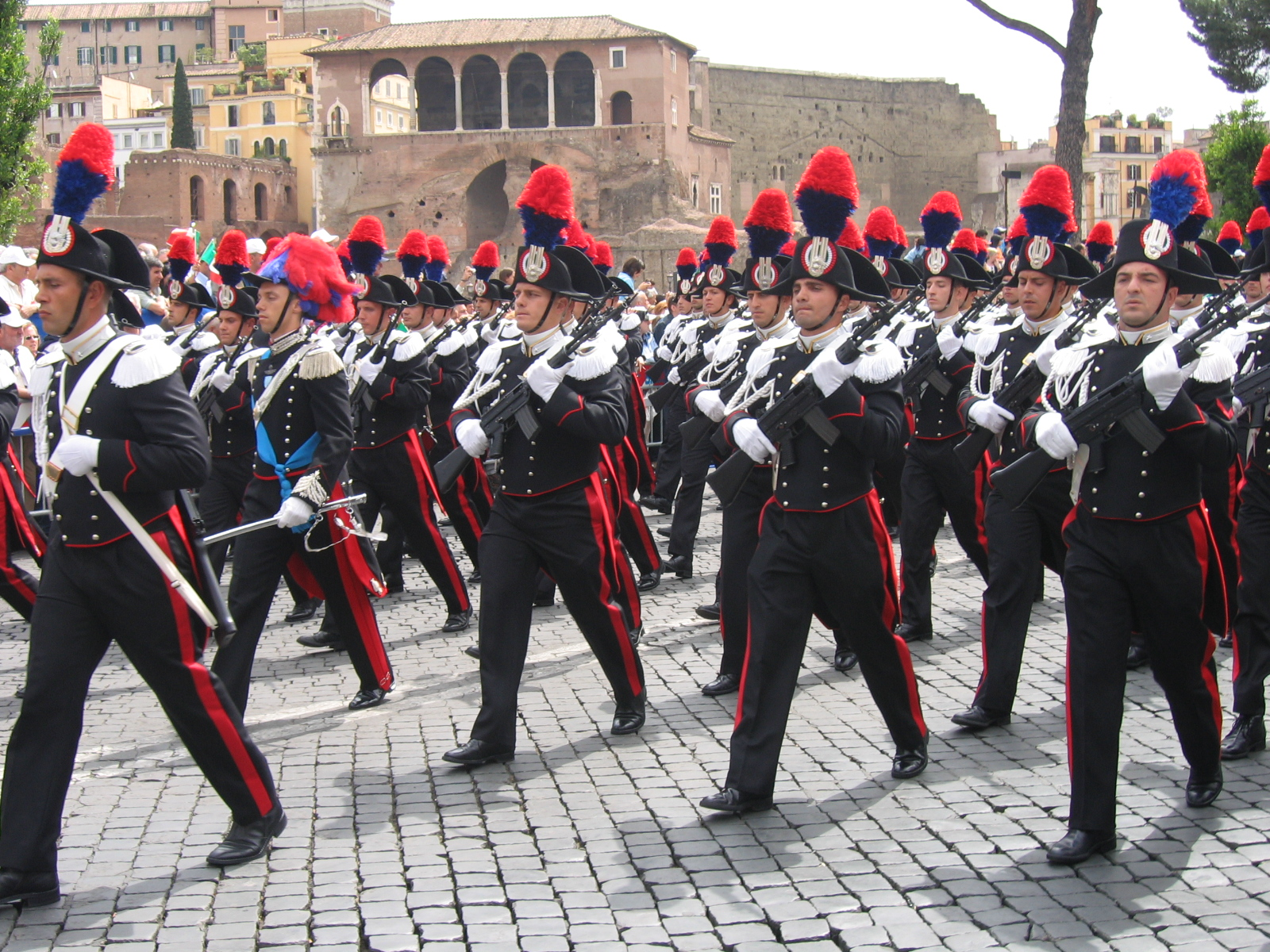
Allievi marescialli in grande uniforme storica

La grande uniforme speciale (GUS) è costituita dal tradizionale copricapo dell'Arma dei Carabinieri, una marsina (con code) con spalline metalliche con frange, cordelline ed eventuali decorazioni, sciarpa blu e sciabola per gli ufficiali, solo sciabola (o fucile da assalto AR 70/90) per il rimanente personale, bandoliera con giberna, pantaloni con bande; pantalone corto con doppia banda e stivali per i reparti ippomontati, camicia bianca con colletto diritto inamidato, guanti in filo bianco, stivaletti neri (con fascette metalliche di sperone per i soli ufficiali) e, se necessario, mantello di panno nero.
Il copricapo della grande uniforme speciale, detto "lucerna", si distingue per il notissimo pennacchio rosso e blu (gli ufficiali indossano invece la feluca detto anche "cento piume" rosso-blu). I militari appartenenti alla Banda musicale dell'Arma dei Carabinieri e alle fanfare dei battaglioni indossano, invece, un pennacchio bianco e rosso.
L'uniforme operativa (o da ordine pubblico) è di colore blu e si compone di: basco, giubba e pantaloni, fazzoletto da collo blu con profilatura rossa, guanti in pelle nera e stivaletti anfibi neri operativi. Per i seguenti reparti operativi è previsto un completo mimetico:
- Cacciatori di Calabria, Puglia, Sicilia e Sardegna, riconoscibili dal basco rosso (mimetica versione policroma vegetata)
- 1º Reggimento carabinieri paracadutisti "Tuscania" riconoscibili dal basco amaranto identico a quello indossato dai militari della Folgore (mimetica versione policroma vegetata)

Le uniformi femminili si distinguono da quelle maschili per le abbottonature, la foggia delle giacche, la gonna (utilizzata raramente e per lo più nei c.d. servizi di carattere interno) e per il berretto di particolare foggia.

## Sistema Radio
Il sistema di comunicazione radio a partire dai primi anni '80 ha iniziato ad usare la banda UHF, più comunemente chiamata: gamma 400.
L'azienda toscana O.T.E. di Firenze "Officine Toscane Elettromeccaniche", creata da un gruppo di radioamatori, fu scelta per le tecnologie che era in grado di produrre dato che aveva già progettato apparecchiature per uso militare.
L’Arma dei Carabinieri utilizza per le comunicazioni operative una rete radiomobile analogica in gamma 400 MHz, le cui comunicazioni possono essere instaurate secondo 3 modalità:
- Diretta: la stazione radio di centrale operativa comunica direttamente con i terminali portatili / veicolari nel raggio di copertura radio
- Ripetuta: la comunicazione tra la stazione radio di centrale operativa e terminali radio portatili / veicolari si instaura per il tramite di un ponte ripetitore, per estendere la copertura radio originaria
- Semplice: la trasmissione tra stazione radio di centrale operativa e apparati radio portatili / veicolari avviene in simplex su singola frequenza per la trasmissione / ricezione
Ancora in uso oggi in molte città era molto innovativo e permetteva una comunicazione capillare con l'ausilio di ponti radio e di selettive con lo standard ZVEI.
Selettive che permettevano anche un radiocontrollo su dispositivi remoti; accensione e spegnimento ponti radio, cambio ponte radio, autoascolto dell'autoradio in caso di emergenza e molte altre.
A causa del terrorismo ci fu inoltre l'esigenza di aumentare la segretezza delle comunicazioni e l'azienda TELSY di Torino, specializzata in sistemi di sicurezza in campo delle telecomunicazioni, venne scelta per creare delle schede in grado di criptare le comunicazioni radio. Ogni apparato radio venne dotato di questa tecnologia.
Attualmente in molte città si sta lentamente abbandonando tale sistema radio per utilizzare la più moderna tecnologia digitale TETRA, che oltre alla sicurezza e segretezza delle comunicazioni permette una interconnessione con altre centrali radio, di linee telefoniche e di sistemi internet per l'accesso a banche dati, il tutto in piena mobilità.

## Armamento
L'armamento in dotazione viene suddiviso in individuale (in dotazione singola, ad ogni militare) e di reparto (in dotazione all'unità ed utilizzato durante i servizi d'istituto).
L'armamento di reparto viene a sua volta diviso in armamento ordinario (in dotazione a tutti i reparti) e armamento speciale (in dotazione solo a quelli specializzati).
L'armamento individuale è composto da:
- pistola Beretta 92 nelle versioni SB e FS, per il personale dei ruoli appuntati e carabinieri, sovrintendenti ed ispettori;
- pistola Beretta Cougar 8000, in dotazione solo al personale del ruolo ufficiali;
- pistola Beretta Px4 Storm Compact, sia in sostituzione delle Cougar 8000 per gli ufficiali,[52] sia per ampliare la dotazione individuale.[53]

L'armamento ordinario è composto da:
- pistola mitragliatrice Beretta PM12-S2, quale arma di reparto nei servizi di istituto - destinata alla dismissione
- pistola mitragliatrice Beretta PMX, introdotte dal 1º giugno 2019 e destinate a sostituire le PM12.[54]
- fucile a canna liscia Franchi SPAS-15 MIL
- fucile d'assalto Beretta 70/90 (nelle versioni "AR" e "SCP" per il 1º Reggimento Carabinieri Paracadutisti Tuscania, per il 7º Reggimento " Trentino-Alto Adige" ed il 13º Reggimento "Friuli Venezia Giulia) - destinato alla dismissione
- fucile d'assalto Beretta ARX-160A3, introdotto nel 2018 come sostituto dell'AR 70/90 presso 1º Reggimento Tuscania, 7º reggimento, Squadroni Eliportati Cacciatori e 13º reggimento, nonché come arma primaria delle API e SOS[55] L'arma è destinata anche a sostituire il Beretta AR 70/90 in dotazione ai reparti della linea addestrativa e territoriale.

L'armamento speciale comprende:
- pistola Glock 17, in dotazione al GIS
- carabina M4, in dotazione a Tuscania e GIS
- pistola mitragliatrice Heckler & Koch MP5, in dotazione a GIS, Tuscania e presso gli Squadroni Eliportati Cacciatori
- fucile di precisione per tiratore scelto Mauser SP66 (in dotazione ai tiratori scelti ed al GIS)
- fucile di precisione per tiratore scelto Accuracy International AWP (in dotazione ai tiratori scelti ed al GIS)
- mitragliatrice d'assalto di squadra Beretta MG 42/59,[56][57] in dotazione al Servizio navale, 1º Reggimento Carabinieri Paracadutisti Tuscania, 7º Reggimento "Trentino-Alto Adige" e 13º Reggimento "Friuli Venezia Giulia")
- mitragliatrice di squadra FN Minimi (in dotazione al 1º Reggimento Carabinieri Paracadutisti Tuscania, 7º Reggimento "Trentino-Alto Adige" e 13º Reggimento "Friuli Venezia Giulia")

L'armamento in sperimentazione comprende:
- pistola Beretta Px4 Storm,[58] in sperimentazione ad alcune unità radiomobili.

## Automezzi
Nucleo radiomobile (Autoradio)
- Alfa Romeo 159[59]

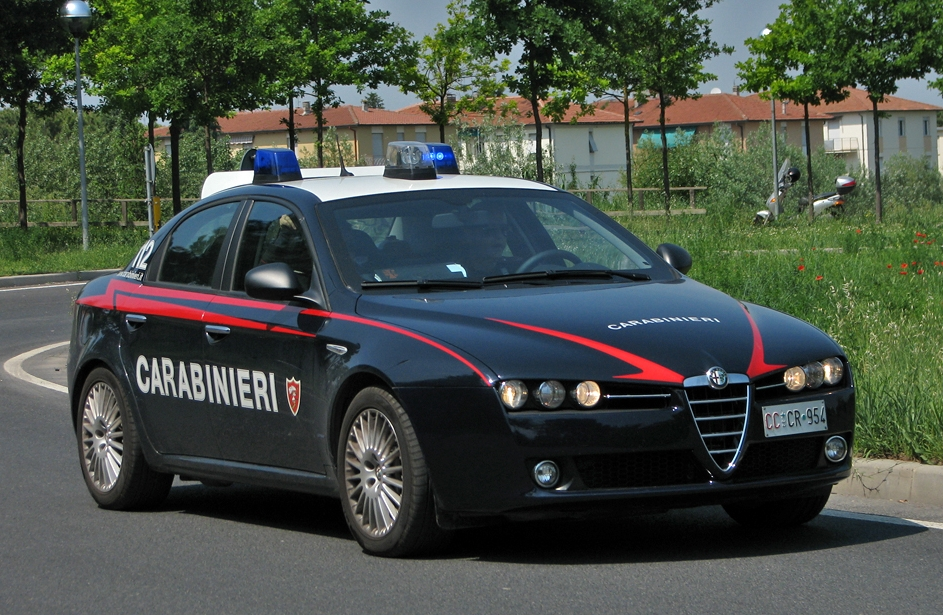
Alfa Romeo 159

- Alfa Romeo 159 Station Wagon (due esemplari in dotazione alla sezione Infortunistica Stradale di Roma)
- Alfa Romeo Giulia, 2.0 TB 200 CV (prime unità consegnate nel maggio 2021, 1770 ordinate)[60]
- Alfa Romeo Giulia Quadrifoglio[59] (due esemplari donati dall'Alfa Romeo per il trasporto organi e servizi di scorta. Uno in servizio a Milano, l'altro a Roma)
- Alfa Romeo Giulietta 2.0 JTDM 150/170 CV[59][61]
- Alfa Romeo Tonale[62] (ordinate 400 e spedite tra luglio 2023 e la fine del 2024)
- Fiat Bravo[59]
- Jeep Wrangler[59] (un esemplare donato da FCA per il pattugliamento della Riviera Romagnola)
- Lotus Evora S (due esemplari donati da Lotus Cars per il trasporto di organi e i servizi di scorta, di cui uno in servizio a Milano, l'altro a Roma)[59][63]

- Mitsubishi Eclipse Cross (due esemplari donati da Mitsubishi Motors per compiti istituzionali e trasporto di organi e sangue, di cui uno in servizio a Milano e l'altro a Roma)[59][64]

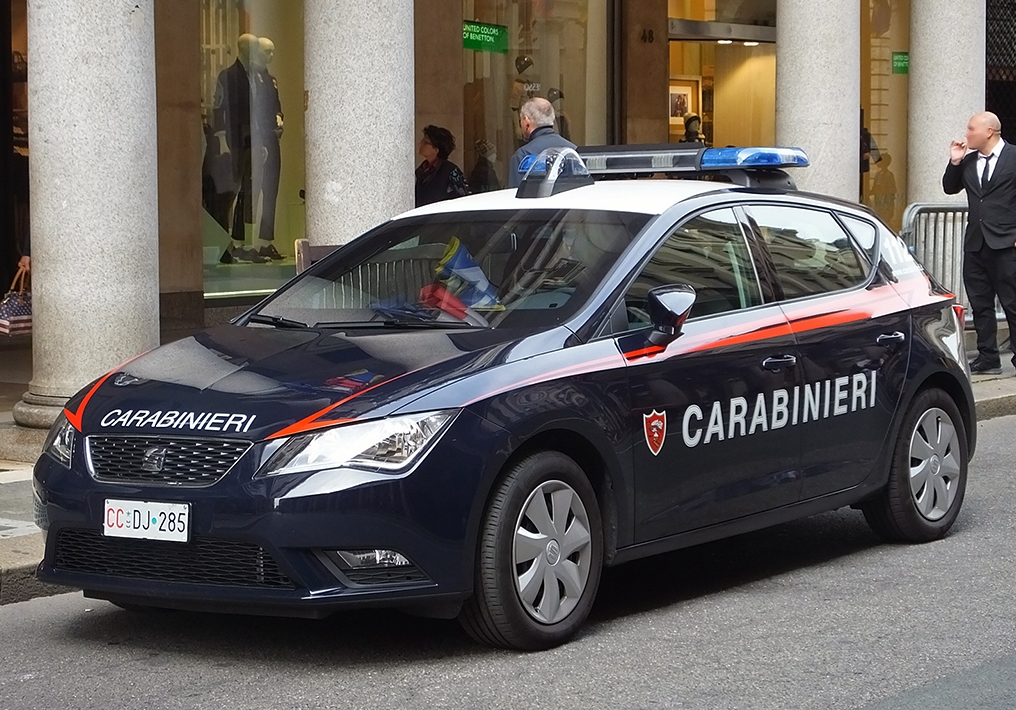
Seat Leon del N.O.R.M. di Torino

- Peugeot 308 GTi (un esemplare donato da Peugeot per trasporto organi, servizi di scorta e controllo del territorio)[59][65].

- Seat León[59][66] (tutte dotate della nuova barra lampeggiante Traffic Storm)

Tenenze e Stazioni

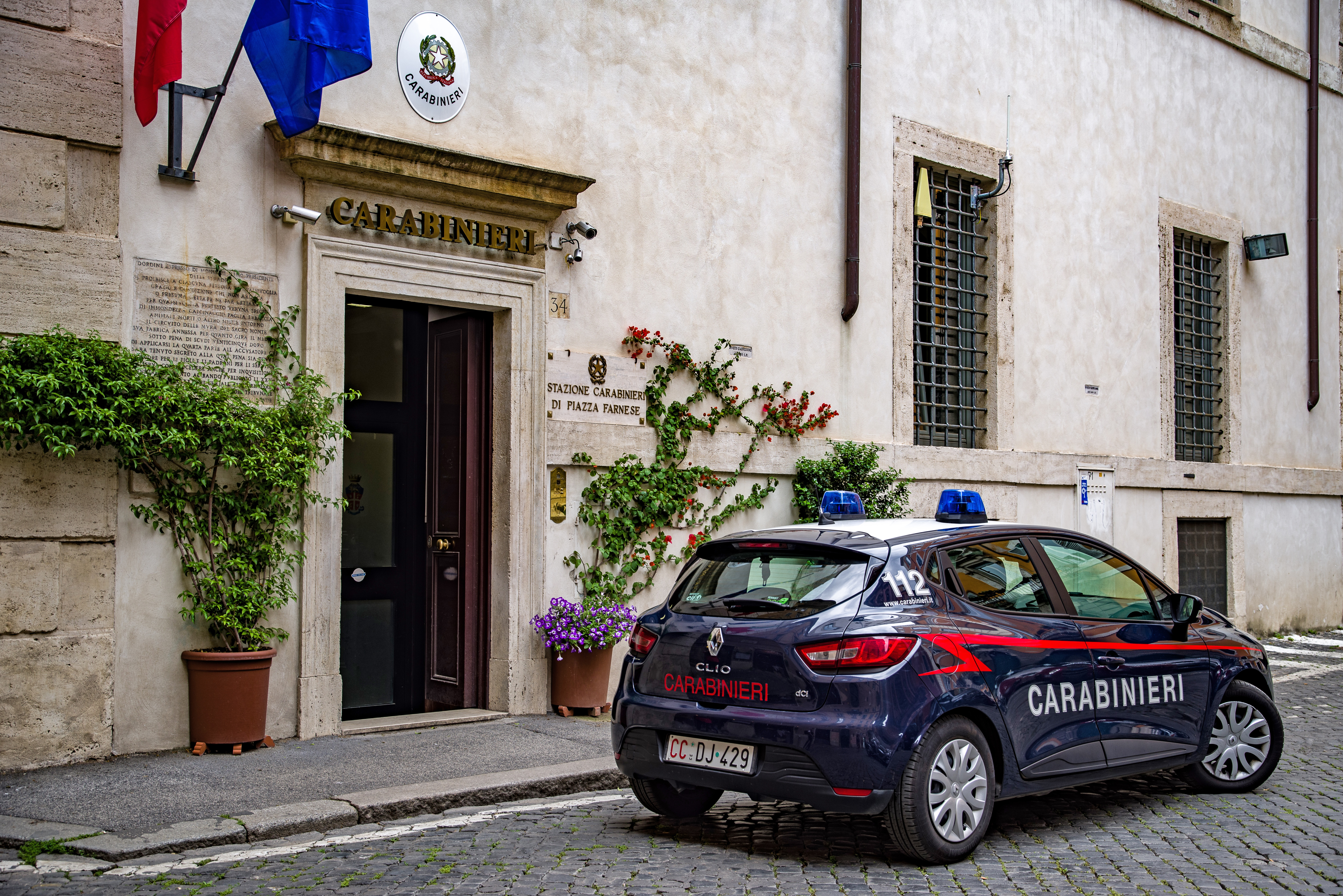
Renault Clio IV di fronte ad una stazione carabinieri

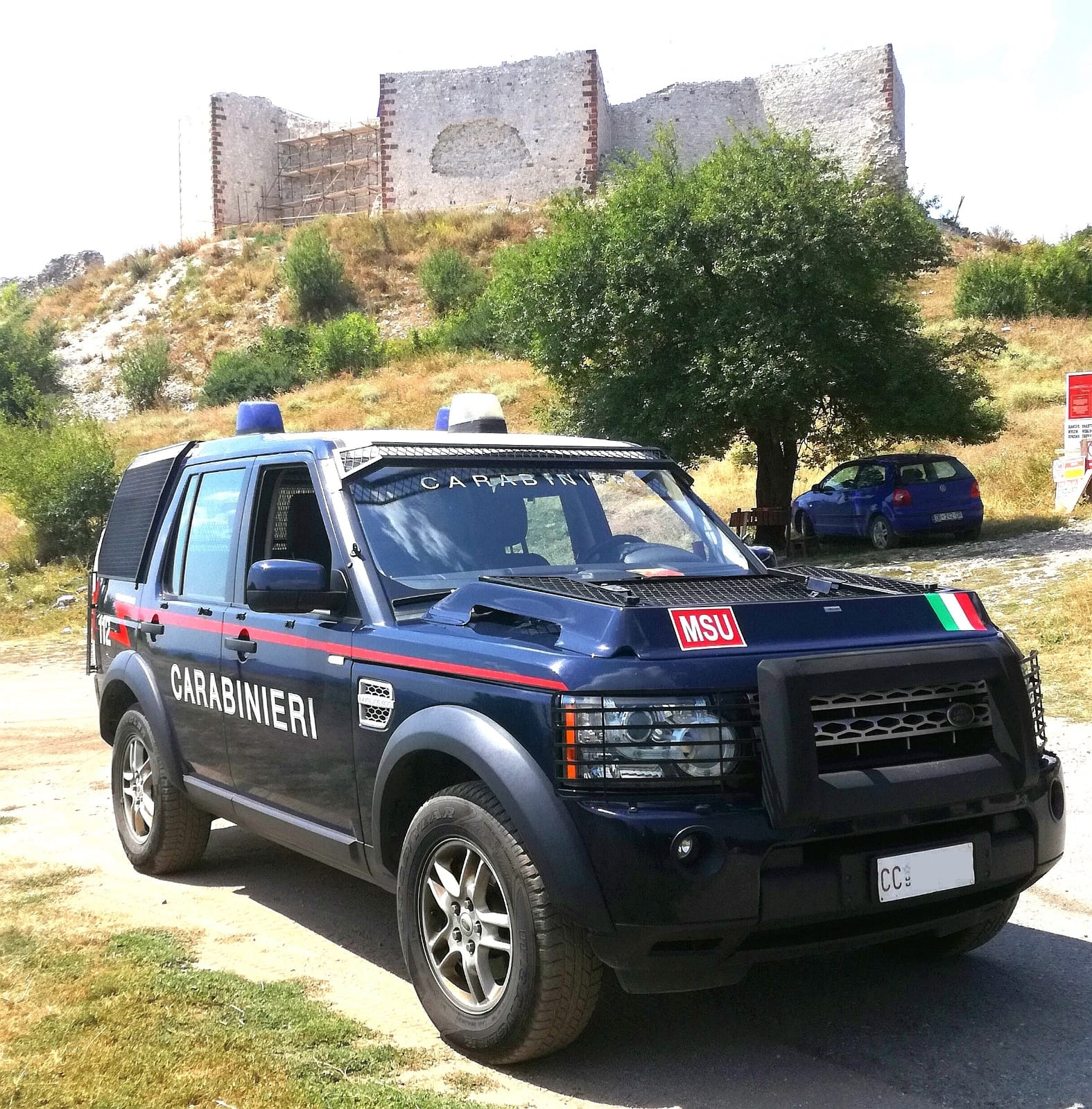
Land Rover Discovery IV del Reggimento MSU in Kosovo.

- Alfa Romeo Giulietta 1.6 da 120 CV (usata come Pattuglia mobile di zona)[67]
- Fiat Ducato Maxi, allestimento speciale "stazione mobile"[68]
- Fiat Grande Punto
- Fiat Panda (anche 4x4)[69]
- Fiat Punto[59]
- Fiat Tipo[59][70]
- Jeep Renegade[59][71]
- Land Rover Defender 90[59]
- Land Rover Discovery II e IV
- Land Rover Freelander
- Mitsubishi i-MiEV
- Renault Clio IV[59][72]
- Subaru Forester II, III e V
- Suzuki Ignis[59]
- Suzuki Jimny[59]
- Toyota Yaris Hybrid[59][73]
- Subaru Crosstrek

Battaglioni, Reggimenti e Compagnie di intervento operativo (CIO)
- Alfa Romeo Giulietta 1.6 da 120 CV[74]
- Fiat Ducato
- Fiat Sedici
- Fiat Stilo
- Ford Transit (Ottava Serie)
- Iveco Daily
- Iveco Daily C-17 e Iveco Daily C-18
- Jeep Grand Cherokee[59]
- Land Rover Discovery IV
- Land Systems OMC / IVECO RG-12
- Renault Clio IV

Aliquote di primo intervento (API) e 
Squadre operative di supporto (SOS)
- Jeep Grand Cherokee[59][75]
- Subaru Forester V[59]
- Subaru Outback VI

Altri reparti di terra
- Lancia K (solo al Comando carabinieri Banca d'Italia)
- Nissan Pathfinder III (solo al Comando carabinieri Banca d'Italia)
- BMW Serie 3 (NAS di Milano)
- Land Rover Defender (2019) ( solo al Comando Carabinieri Banca d'Italia)

Motociclette
- Aprilia Caponord 1200
- BMW F650 GS
- BMW R1200RT
- BMW R850RT
- Ducati Multistrada 1200

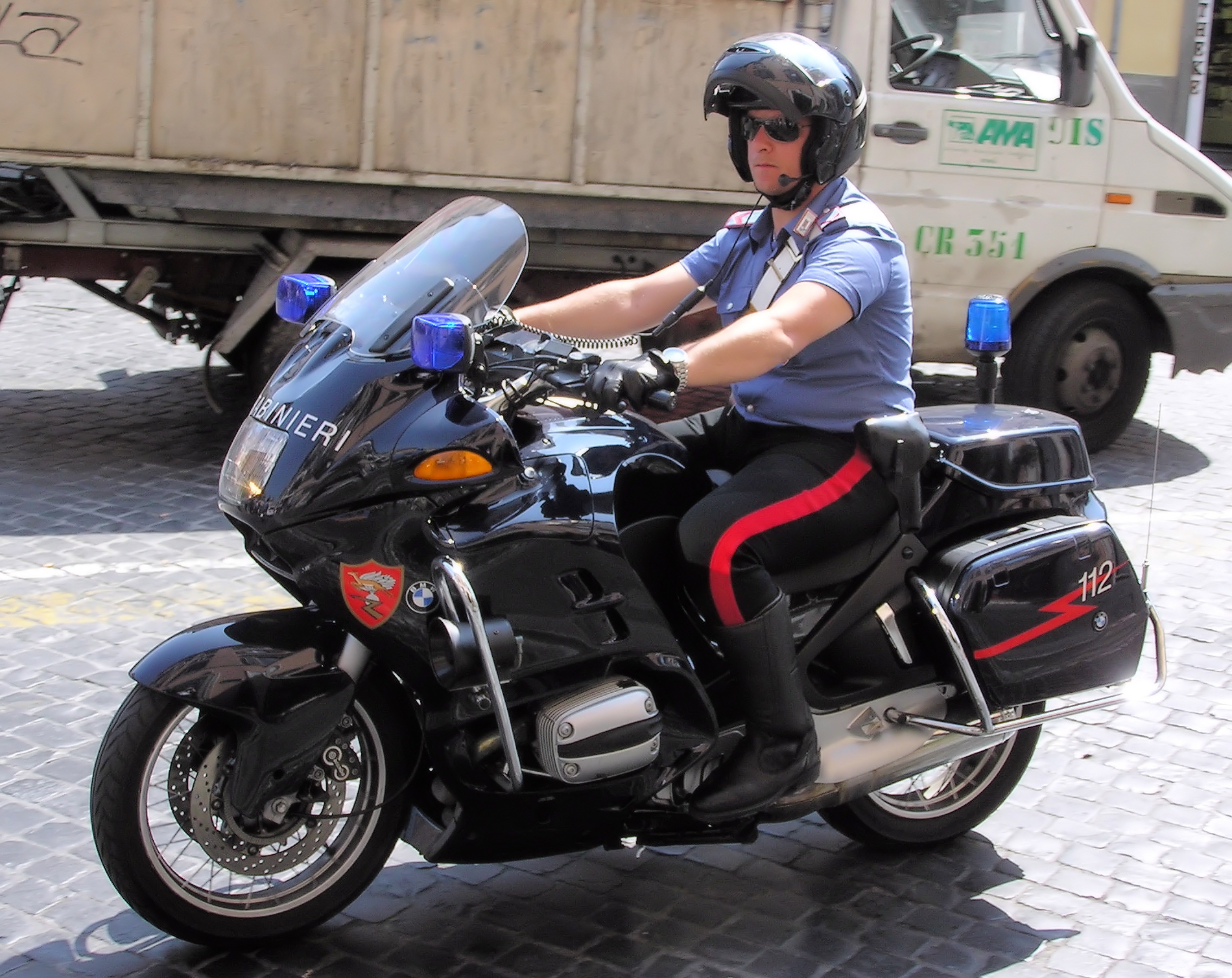
BMW R1100-RTP

- Moto Guzzi California (solo Reggimento corazzieri)
- Piaggio Vespa (solo Scuola marescialli e brigadieri di Firenze)
- Qooder
- Yamaha Tracer

Veicoli da combattimento
- Iveco ACM 80/90

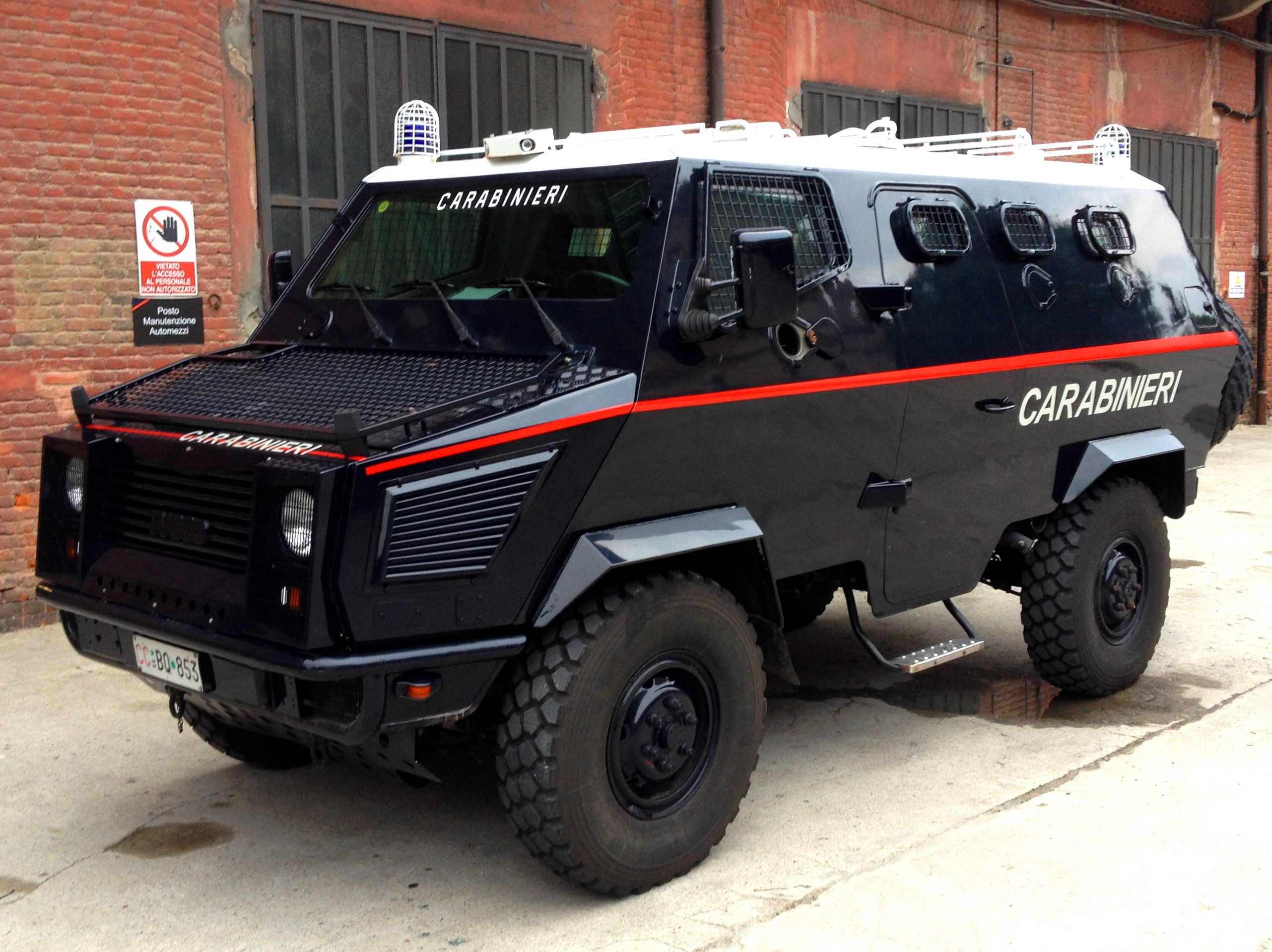
VM 90P

- Iveco LMV (in uso al 1º Rgt Paracadutisti "Tuscania", al 7º Reggimento e 13º Reggimento)
- VM90 Protetto
- VM90 Torpedo
- Land Rover Defender 90 e 110[59]
- M113
- Puma 6×6
- Iveco ACTL

Veicoli speciali
- Ford F-Series (in dotazione al Gruppo di Intervento Speciale con rampa idraulica MARS)
- Global Electric Motorcars
- Motoslitta Polaris
- Toyota Land Cruiser (in dotazione al Gruppo di Intervento Speciale con rampa idraulica MARS)

Con l'accorpamento del Corpo Forestale dello Stato all'Arma dei Carabinieri, avvenuto il 1º gennaio 2017, il parco auto ha visto aggiungersi anche gli automezzi del disciolto corpo che, in ottica di spending review, hanno mantenuto la stessa tradizionale colorazione verde, pur modificando la dicitura Corpo Forestale dello Stato in Carabinieri. Gli automezzi di nuova immatricolazione avranno invece regolarmente la livrea dei Carabinieri.

### Automezzi e altri veicoli dismessi
- Alfa Romeo 75
- Alfa Romeo 155
- Alfa Romeo 156 (fu acquistata in quantità notevoli)
- Alfa Romeo Alfetta (è stata una delle "auto-simbolo" dell'Arma)
- Alfa Romeo Giulia (è stata una delle "auto-simbolo" non solo dell'Arma, ma di tutte le forze di polizia italiane)
- Agusta-Bell AB 206 B1
- Bertone Freeclimber
- Autoblindo FIAT 6614
- Autoblindo FIAT 6616G
- Fiat Brava
- Fiat Tipo (160)
- OM 55-13 e OM 55-15
- Toyota Carina (un esemplare custodito al Museo storico)

### Targhe automobilistiche
Fino al 2000 le targhe utilizzate erano le stesse utilizzate dall'Esercito Italiano, poiché l'Arma era parte integrante dell'Esercito quindi era EI AA 000. Nel 2000 l'Arma ottenne una targa propria a seguito dell'elevazione al rango di forza armata simile a quella utilizzata in precedenza senza "EI" sostituita da "CC" ("Carabinieri") CC AA 000.
Gli automezzi acquisiti dall'accorpamento di buona parte del disciolto Corpo Forestale dello Stato sono stati reimmatricolati con la classica targa con la sigla CC dell'Arma.

## Mezzi aerei
- Piaggio P180 Avanti (Versione Avanti II)
- AB 412 (Versione N,HP,SP)
- AgustaWestland AW109 (Versione Power e Nexus)
- AgustaWestland AW119 (Versione Kx)
- AgustaWestland AW139 (Versione D)
- AgustaWestland AW169 (Versione M)
- MD Helicopters MD 500  (Versione C e D)

## Mezzi navali
Le unità navali in dotazione all'arma erano assegnate ai comandi provinciali ed ai comandi di compagnia e venivano classificate, sulla base delle loro caratteristiche tecniche, in:
- Motovedette d'altura

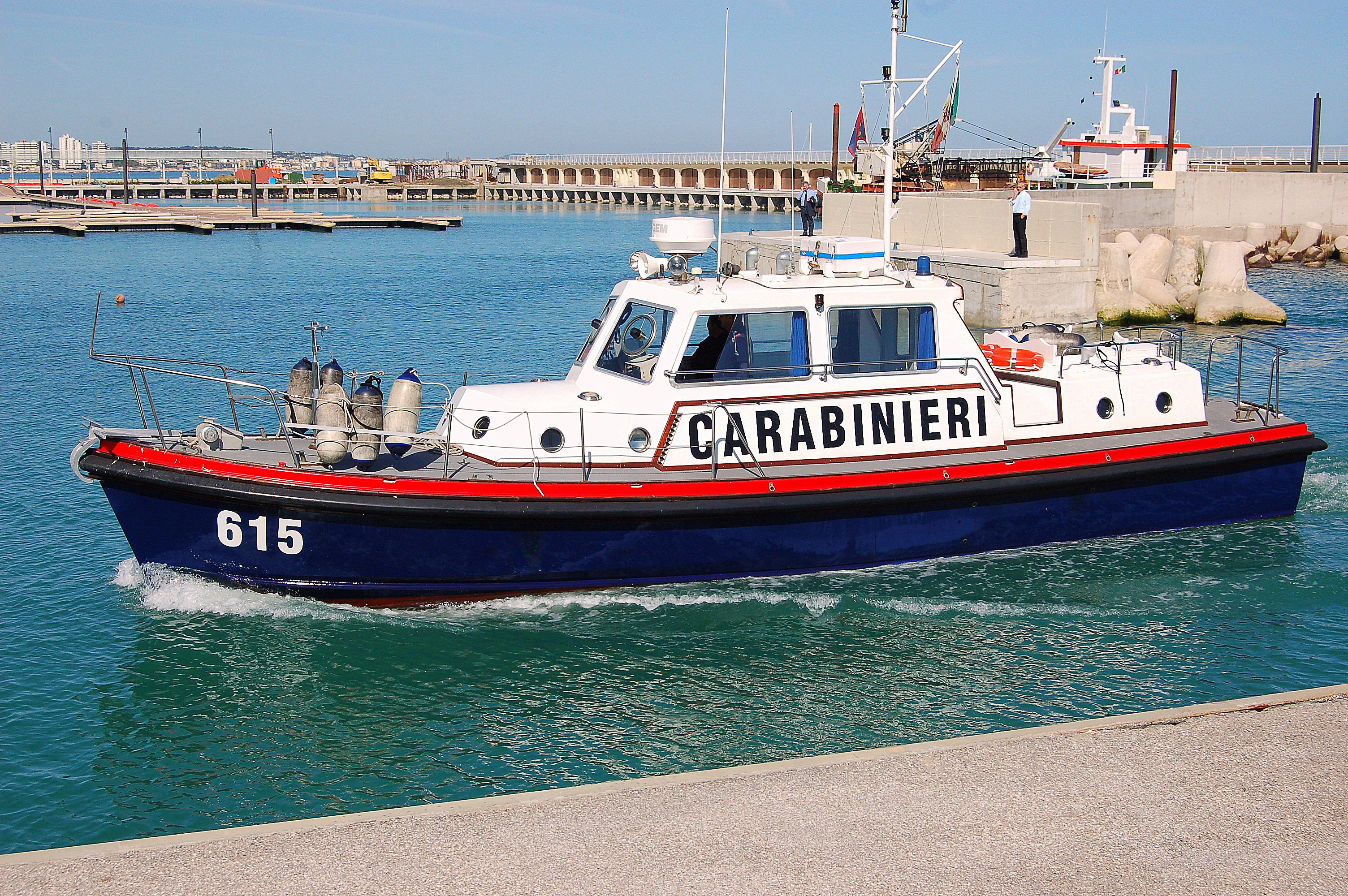
Motovedetta Classe 600

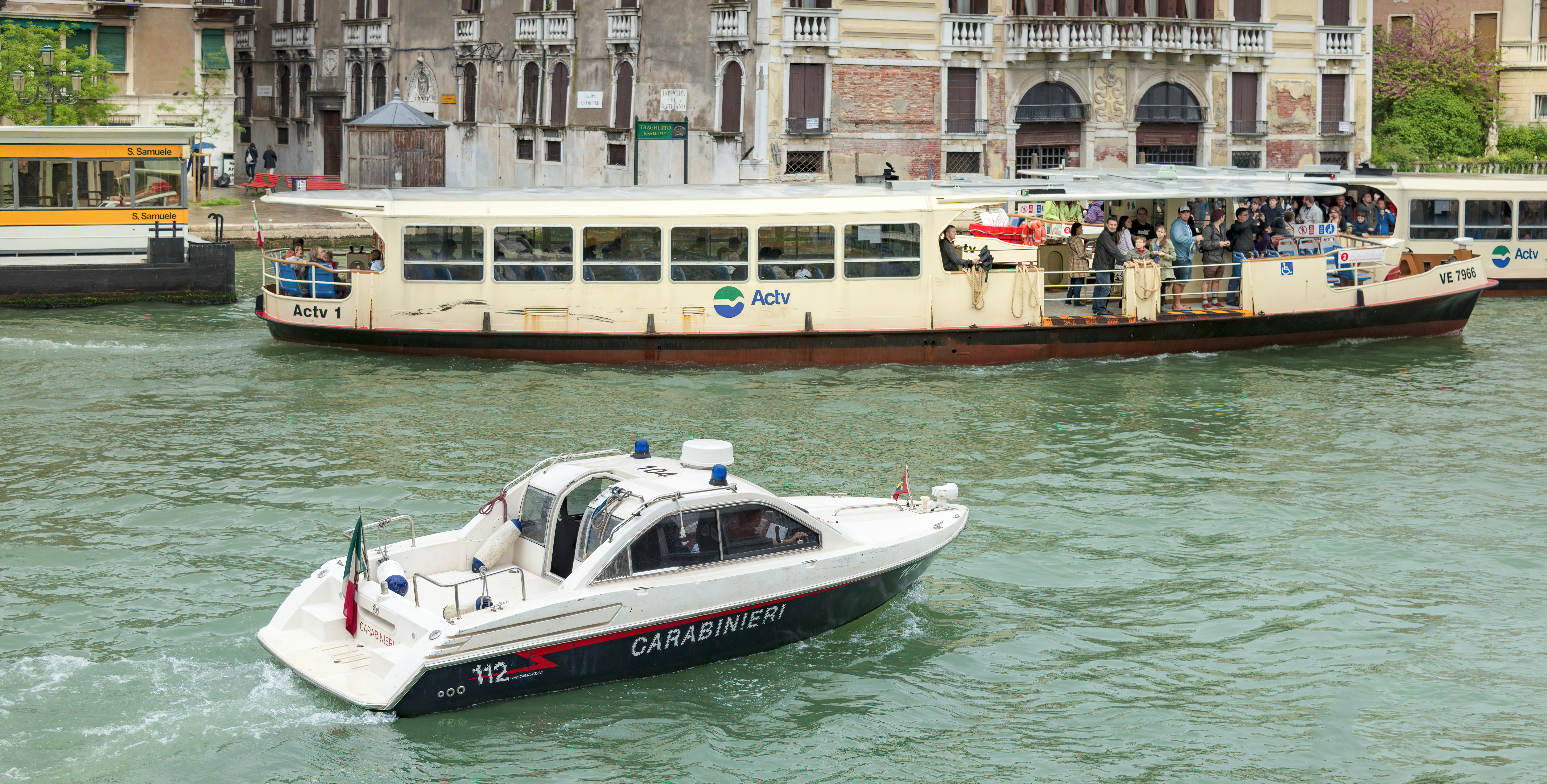
Battello in servizio a Venezia

  - FSD N800 HY (consegnata nel 2021 ed in uso)
  - Classe 800
  - Classe 700
  - Classe 600
  - Classe S500
  - Classe N500
- Motovedette costiere
  - Classe 200
  - Classe 100
- Motovedette lagunari, in servizio a Venezia.
  - Classe 300
  - Classe N100
  - Classe T120
- Battello pneumatico Sthinger[79]

Accanto a queste unità vi sono le motovedette Classe S che operano a supporto dei reparti subacquei.

## Comandanti generali
Il comandante generale assume il grado di Generale di corpo d'armata con incarichi speciali.

### Provenienti dai ruoli dall'Esercito Italiano
1. Giorgio Des Geneys,
Luog. Gen.: Per pochi giorni il primo comandante provvisorio dell'arma
2. Giuseppe Thaon di Revel di Sant'Andrea,
Gen. d'A.: 3 agosto 1814 - 23 dicembre 1814
3. Giorgio Des Geneys,
Luog. Gen.: 24 dicembre 1814 - 13 gennaio 1815
4. Carlo Lodi di Capriglio,
Col.: 14 gennaio 1815 - 15 ottobre 1816
5. Giovanni Battista D'Oncieu de La Bàtie,
Col.: 1º novembre 1816 - 19 marzo 1819
6. Alessandro Saluzzo di Monesiglio,
Col.: 23 marzo 1819 - 27 novembre 1820
7. Giovanni Maria Cavasanti,
Col.: 2 dicembre 1820 - 31 ottobre 1822
8. Giovanni Battista D'Oncieu de La Bàtie,
Magg. Gen.: 1º novembre 1822 - 11 dicembre 1830
9. Giovanni Maria Cavasanti,
Magg. Gen.: 12 dicembre 1830 - 11 gennaio 1831
10. Luigi Maria Richieri di Montichieri,
Col. e Magg. Gen.: 12 gennaio 1831 - 2 luglio 1835
11. Michele Taffini d'Acceglio,
Magg. Gen.: 16 luglio 1835 - 11 dicembre 1847
12. Fabrizio Lazari,
Magg. Gen.: 1º gennaio 1848 - 13 ottobre 1848
13. Federico Costanzo Lovera di Maria,
Magg. Gen.: 14 ottobre 1848 - 1º luglio 1867
14. Antonio Massidda,
Luog. Gen.: 11 agosto 1867 - 16 luglio 1869
15. Luigi Incisa Beccaria di S. Stefano,
Luog. Gen.: 17 luglio 1869 - 17 maggio 1877
16. Ignazio De Genova di Pattinengo,
Luog. Gen.: 18 maggio 1877 - 3 novembre 1877;
17. Leonardo Roissard de Bellet,
Magg. Gen. e Ten. Gen.: 5 ottobre 1878 - 16 aprile 1891
18. Luigi Taffini D'Acceglio,
Ten. Gen.: 17 aprile 1891 - 15 settembre 1896
19. Francesco Carenzi,
Ten. Gen.: 16 settembre 1896 - 22 giugno 1897
20. Bruto Bruti,
Ten. Gen.: 16 luglio 1897 - 15 febbraio 1900
21. Felice Sismondo,
Ten. Gen.: 16 febbraio 1900 - 15 aprile 1904
22. Federigo Pizzuti,
Ten. Gen.: 16 aprile 1904 - 24 luglio 1905
23. Giuseppe Bellati,
Ten. Gen.: 5 agosto 1905 - 15 febbraio 1908
24. Paolo Spingardi,
Ten. Gen.: 16 febbraio 1908 - 30 aprile 1909
25. Giuseppe Del Rosso,
Ten. Gen.: 1º agosto 1909 - 13 settembre 1914
26. Gaetano Zoppi,
Ten. Gen.: 14 settembre 1914 - 3 gennaio 1918
27. Luigi Cauvin,
Ten. Gen.: 4 gennaio 1918 - 24 agosto 1919
28. Carlo Petitti di Roreto,
Ten. Gen.: 25 agosto 1919 - 29 ottobre 1921
29. Giacomo Ponzio,
Gen. C.A.: 23 novembre 1921 - 4 gennaio 1925
30. Enrico Asinari di San Marzano,
Gen. C.A.: 5 gennaio 1925 - 27 novembre 1935
31. Riccardo Moizo,
Gen. C.A.: 30 novembre 1935 - 24 agosto 1940
32. Remo Gambelli,
Gen. C.A.: 27 agosto 1940 - 22 febbraio 1943
33. Azolino Hazon,
Gen. C.A.: 23 febbraio 1943 - 19 luglio 1943
34. Angelo Cerica,
Gen. C.A.: 23 luglio 1943 - 11 settembre 1943
35. Giuseppe Pièche,
Gen. D.: 19 novembre 1943 - 20 luglio 1944
36. Taddeo Orlando,
Gen. C.A.: 21 luglio 1944 - 6 marzo 1945
37. Brunetto Brunetti,
Gen. D.: 7 marzo 1945 - 5 aprile 1947
38. Fedele De Giorgis,
Gen. C.A.: 16 maggio 1947 - 24 maggio 1950
39. Alberto Mannerini,
Gen. C.A.: 25 maggio 1950 - 4 maggio 1954
40. Luigi Morosini,
Gen. C.A.: 5 maggio 1954 - 14 ottobre 1958
41. Renato De Francesco,
Gen. C.A.: 1º marzo 1961 - 14 ottobre 1962
42. Giovanni De Lorenzo,
Gen. C.A.: 15 ottobre 1962 - 31 gennaio 1966
43. Carlo Ciglieri,
Gen. C.A.: 1º febbraio 1966 - 25 febbraio 1968
44. Luigi Fiorlenza,
Gen. C.A.: 26 febbraio 1968 - 2 gennaio 1971
45. Corrado San Giorgio,
Gen. C.A.: 3 gennaio 1971 - 7 febbraio 1973
46. Enrico Mino,
Gen. C.A.: 8 febbraio 1973 - 31 ottobre 1977
47. Pietro Corsini,
Gen. C.A.: 5 novembre 1977 - 31 gennaio 1980
48. Umberto Cappuzzo,
Gen. C.A.: 1º febbraio 1980 - 13 settembre 1981
49. Lorenzo Valditara,
Gen. C.A.: 14 settembre 1981 - 19 gennaio 1984
50. Riccardo Bisogniero,
Gen. C.A.: 20 gennaio 1984 - 7 gennaio 1986
51. Roberto Jucci,
Gen. C.A.: 8 gennaio 1986 - 20 aprile 1989
52. Antonio Viesti,
Gen. C.A.: 21 aprile 1989 - 8 marzo 1993
53. Luigi Federici,
Gen. C.A.: 9 marzo 1993 - 20 febbraio 1997
54. Sergio Siracusa,
Gen. C.A.: 21 febbraio 1997 - 17 aprile 2002
55. Guido Bellini,
Gen. C.A. (18 aprile 2002 - 5 maggio 2004)

### Provenienti dai ruoli dall'Arma dei Carabinieri
1. Luciano Gottardo (6 maggio 2004 - 5 luglio 2006)
2. Gianfranco Siazzu (6 luglio 2006 - 22 luglio 2009)
3. Leonardo Gallitelli (23 luglio 2009 - 15 gennaio 2015)
4. Tullio Del Sette (16 gennaio 2015 - 14 gennaio 2018)[80]
5. Giovanni Nistri (15 gennaio 2018 - 15 gennaio 2021)
6. Teo Luzi (16 gennaio 2021 - 15 novembre 2024)
7. Salvatore Luongo (15 novembre 2024 - in carica)

## Simboli
L'Arma è rappresentata da:
- una araldica (stemma);
- una Bandiera di guerra;
- una marcia d'ordinanza;
- una patrona (la Virgo Fidelis).

### Araldica (stemma)
Quello attualmente in uso venne concesso, e in parte modificato, il 21 maggio 2002 con l'elevazione dei carabinieri a rango di forza armata.
È uno scudo italiano di forma mistilinea rosso inquartato da una croce diminuita d'argento con al capo sfondo azzurro. Il rosso a significare l'ardire e il coraggio e il sacrificio; l'azzurro simboleggia il valore, la fedeltà e la patria, nonché il colore simbolo di Casa Savoia. Nel I e IV quadrante inquartato una mano destra recisa d'argento, impugnante un serpente verde, con la testa e la coda rivolta alla destra dello scudo, allumato e linguato di nero. Il serpente simboleggia la cautela e il buon governo. Nel II e III quadrante inquartato invece una granata d'oro infiammata. La granata è anche l'unico simbolo raffigurato sulle divise (sul cappello e sul braccio) ed è da sempre simbolo di ordini militari moderni; infatti, venne applicata per la prima volta come simbolo dai nobili Brugioni che avevano, ottenendo per questo il titolo, comandato l'artiglieria nella vittoria di Alfonso I d'Este contro le truppe papali. Al capo si trova un leone passante, e quindi illeopardito, d'oro, lampassato di rosso, allumato e armato d'argento e sostenuto dalla linea di partizione. Il leone indica la determinazione del buon governo. Sullo sfondo del leone il tronco di rovere d'argento con i rami doppiamente decussati con otto ghiande color oro. Il rovere significa glorie militari, decorazioni conseguite, antichità, costante rinverdimento, merito riconosciuto e animo forte e spirito guerriero. Sotto lo scudo su lista svolazzante color azzurro scuro il motto, creato dal capitano Cenisio Fusi, a caratteri maiuscolo in lettere lapidarie romane colore oro spento: "nei secoli fedele". L'intero scudo è timbrato da una corona color oro. La corona è turrita merlata alla guelfa, murata di nero, formata da cerchio rosso interno, con due cordoni di muro sostenenti otto torri di cui cinque visibili.

### Bandiera di Guerra
Nell'ufficio del generale comandante della "legione allievi carabinieri" è custodita la Bandiera di guerra dell'Arma, e sono esposti tutti i brevetti delle onorificenze e decorazioni concesse al suo più importante vessillo.
La Bandiera di guerra dell'Arma dei Carabinieri fu consegnata, nel corso di una storica cerimonia alla presenza delle più alte cariche dello Stato, il 14 marzo del 1894, dal Re Umberto I all'allora comandante della legione, colonnello Eugenio Romando Scotti. E da allora il vessillo continua a essere custodito nell'ufficio del comandante della legione.

### Marcia militare
La marcia di ordinanza dell'Arma dei Carabinieri è intitolata La Fedelissima e fu composta nel 1929 dal direttore della Banda dell'Arma, il maestro Luigi Cirenei. L'esecuzione avviene generalmente in occasione della Festa dell'Arma dei Carabinieri, del concerto in onore del santo patrono (la Virgo Fidelis, il 21 novembre), della parata militare del 2 giugno (Festa della Repubblica), e dei giuramenti. L'esecuzione avviene anche quando ufficiali generali dell'Arma passano in rassegna reparti schierati. Così come tutte le marce d'ordinanza (e l'inno nazionale) anche La Fedelissima è spesso il brano conclusivo dei concerti della Banda musicale del Corpo. Prima della sua adozione il Corpo veniva rappresentato da un'altra marcia d'ordinanza scritta dal maestro Luigi Cajoli che fu il direttore della disciolta Banda della Legione allievi carabinieri.

### Motto
Il motto dell'Arma dei Carabinieri è Nei secoli fedele. Venne creato nel 1914, per il primo centenario dell'Arma, e concesso come motto araldico ai carabinieri da Vittorio Emanuele III il 10 novembre 1933, in applicazione della legge 24 marzo 1932, n. 293, che riguarda i motti araldici per l'Esercito Italiano. Contrariamente a quanto si crede, non fu Gabriele D'Annunzio a coniarlo, ma il capitano Cenisio Fusi. Il motto sostituì il precedente, Usi obbedir tacendo e tacendo morir (versi tratti dal poema La Rassegna di Novara di Costantino Nigra), sebbene si sia dovuto attendere molto tempo dopo la fine della seconda guerra mondiale perché il nuovo motto riscuotesse sufficiente diffusione.

### Museo Storico

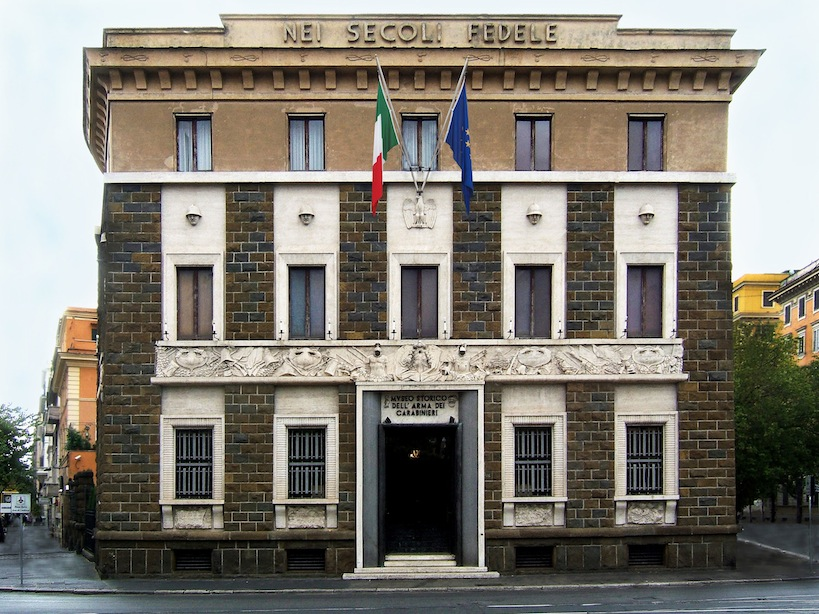
Museo Storico dell'Arma a Roma

Il Museo storico dell'Arma dei Carabinieri è situato in piazza del Risorgimento 46 a Roma, nel quartiere Prati, a pochi passi dal Vaticano.
Istituito il 3 dicembre 1925, con Regio Decreto n. 2495, quale «[…] depositario privilegiato dei cimeli, documenti e ricordi che testimoniano l'azione svolta dall'Arma in pace e in guerra [..]», il Museo venne inaugurato ufficialmente il 6 giugno 1937 nella palazzina di piazza del Risorgimento che fino ad allora aveva ospitato la Scuola allievi ufficiali dei Carabinieri. La visita al Museo si sviluppa attraverso un percorso in ordine cronologico e tematico che, iniziando dalla fondazione nel 1814 dell'antico Corpo dei Carabinieri Reali, e protraendosi sino alla guerra di Resistenza e di Liberazione, abbraccia nella storia d’Italia due secoli di vita.
Il Museo storico dell'Arma dei Carabinieri è aperto con ingresso gratuito tutti i giorni della settimana dalle ore 09:00 alle ore 13:00, ad esclusione del lunedì e delle seguenti festività: 1º gennaio, 6 gennaio, Pasqua e lunedì dell'Angelo, 1º maggio, 29 giugno (SS. Pietro e Paolo), 15 agosto, 1º novembre, 8 dicembre, 25 e 26 dicembre.

### Annuale di fondazione
La data del 5 giugno è stata assunta come festa dell'Arma dei Carabinieri, in celebrazione del 5 giugno 1920, data in cui la Bandiera dell'Arma fu insignita della prima Medaglia d'oro al Valor Militare per la partecipazione dei Carabinieri alla prima guerra mondiale. La motivazione che ha accompagnato la medaglia è la seguente: "Rinnovellò le sue più fiere tradizioni con innumerevoli prove di tenace attaccamento al dovere e di fulgido eroismo, dando validissimo contributo alla radiosa vittoria delle armi d'Italia". La festa viene celebrata a Roma con il carosello storico, rievocazione delle battaglie più importanti a cui l'Arma ha partecipato.

### Virgo Fidelis Patrona
La patrona dell'Arma dei Carabinieri è la Virgo Fidelis, appellativo cattolico di Maria, madre di Gesù, scelta come patrona dell'Arma dei Carabinieri l'11 novembre 1949, data della promulgazione di un apposito Breve apostolico da parte di papa Pio XII. La ricorrenza della Patrona è stata fissata dallo stesso Papa Pio XII per il 21 novembre, giorno in cui cade la Presentazione della Beata Vergine Maria e la ricorrenza della battaglia di Culqualber. Dall'ottobre del 2015 vi è dedicato un Santuario diocesano nella chiesa di San Giovanni Battista a Incisa Scapaccino (Asti), nella frazione storica di Borgo Villa, il primo in Italia dedicato alla patrona dei carabinieri, destinato a diventare meta di pellegrinaggio per tutti i devoti e i militari della penisola.
Preghiera alla Virgo Fidelis, o "preghiera del carabiniere", viene recitata nelle cerimonie militari solenni che riguardano l'Arma o i suoi appartenenti. Fu scritta dallo stesso arcivescovo, Carlo Alberto Ferrero di Cavallerleone, che nel 1949, come ordinario militare, sollecitò la scelta della Virgo Fidelis come patrona.
Testo: "Dolcissima e gloriosissima Madre di Dio e nostra, noi Carabinieri d'Italia, a Te eleviamo reverente il pensiero, fiduciosa la preghiera e fervido il cuore! Tu che le nostre Legioni invocano confortatrice e protettrice con il titolo di "Virgo Fidelis". Tu accogli ogni nostro proposito di bene e fanne vigore e luce per la Patria nostra. Tu accompagna la nostra vigilanza, Tu consiglia il nostro dire, Tu anima la nostra azione, Tu sostenta il nostro sacrificio, Tu infiamma la devozione nostra! E da un capo all'altro d'Italia suscita in ognuno di noi l'entusiasmo di testimoniare, con la fedeltà fino alla morte l'amore a Dio e ai fratelli italiani. E così sia!"
Inno alla Virgo Fidelis, fu composto dal professor Mario Scotti per quanto attiene al testo mentre la musica e lo spartito sono del maestro Domenico Fantini.
Testo: "In una luce fulgida di fiamma, com'ali bianche nell'azzurro ciel, al tuo trono corrusco, o dolce Mamma, sale il palpito del figlio tuo fedel, che in silenzio preparò il suo cuore ed in silenzio veglia l'avvenir su lui rivolgi gli occhi tuoi d'amore rendi nobile e lieve il suo soffrir. (ritornello): Tu sei Regina dell'eterna corte perché salisti il monte del dolor: il cuore mio non fermerà la morte perché ha giurato fede al tricolor. (2ª strofa): Se di baleni il simbolo d'argento sulla mia fronte ai raggi guizzerà, e la Bandiera a raffiche di vento nel tripudio di luci ondeggerà, allor più ardente delle tue legioni un grido solo a Te si leverà, o nostra stella, che nel ciel risuoni giuramento d'amore e fedeltà. (Ritornello)

## Onorificenze

### Onorificenze dell'Arma
L'Arma dal 2000 ha delle proprie onorificenze (decreto legislativo 5 ottobre 2000, n. 297):
 Medaglia al valore dell'Arma dei Carabinieri (oro, argento, bronzo)
 Croce al merito dell'Arma dei carabinieri (oro, argento, bronzo)
 Medaglia al merito per lunga attività di volo del personale specialista dell'Arma dei Carabinieri (oro, argento, bronzo)
 Medaglia al merito per lunga attività ippica nell'Arma dei Carabinieri (oro, argento, bronzo)
 Nastrino al merito per lungo impiego in servizi d'ordine pubblico nell'Arma dei Carabinieri (oro, argento, bronzo, base)
 Nastrino al merito per lungo comando di stazione dell'Arma dei Carabinieri (oro, argento, bronzo)

### Alla Bandiera di guerra dell'Arma
Medaglie concesse alla Bandiera dell'Arma dei Carabinieri dal 1814 al 2022:
 6 Croci di Cavaliere dell'Ordine militare d'Italia (di cui 1 già dell'Ordine militare di Savoia)
 3 Medaglie d'oro al valor militare
 5 Medaglie d'argento al valor militare
 4 Medaglie di bronzo al valor militare
 2 Croci di guerra al valor militare
 3 Medaglie d'oro al valore dell'Esercito
 11 Medaglie d'oro al valor civile
 1 Medaglia d'argento al valor civile
 5 Medaglie d'oro al merito civile
 1 Attestato con medaglia di bronzo dorata di eccellenza di I classe di pubblica benemerenza del Dipartimento della Protezione civile
 7 Medaglie d'oro al merito della sanità pubblica
 5 Diplomi di medaglia d'oro ai benemeriti della scuola, della cultura e dell'arte
 2 Diplomi di benemerenza ambientale con medaglia d'oro
 1 Medaglia d'oro di benemerenza per il terremoto calabro-siculo (1908)

### Individuali
Nella storia dell'Arma dei Carabinieri numerosi militari sono stati insigniti di medaglie, decorazioni e ordini cavallereschi italiani per le loro azioni, tra cui: Salvo D'Acquisto, morto a 23 anni per salvare la vita a 22 persone durante un rastrellamento delle truppe tedesche nel corso della seconda guerra mondiale e decorato con medaglia d'oro al valor militare; Giovanni Frignani, Manfredi Talamo, Ugo De Carolis, Raffaele Aversa, Genserico Fontana, Romeo Rodriguez Pereira, Francesco Pepicelli, Candido Manca, Gerardo Sergi, Augusto Renzini, Gaetano Forte e Calcedonio Giordano, vittime dell'eccidio delle Fosse Ardeatine e decorati con medaglia d'oro al valor militare; Alberto La Rocca, Vittorio Marandola e Fulvio Sbarretti (detti i martiri di Fiesole), uccisi dai tedeschi in cambio della vita di 10 persone e decorati con medaglia d'oro al valor militare; Carlo Alberto dalla Chiesa, vittima della strage di via Carini ad opera della mafia e decorato con medaglia d'oro al valor civile.
Croci dell'Ordine militare d'Italia
- 16 Croci dell'Ordine militare di Savoia (tutte le classi)
- 61 Croci dell'Ordine militare d'Italia (tutte le classi)

Medaglie d'oro
- 122 al valor militare
- 2 al valor dell'Esercito
- 1 al valor di Marina
- 28 al valore dell'Arma dei Carabinieri
- 180 al valor civile
- 81 al merito civile
- 26 al merito della sanità pubblica
- 2 ai benemeriti della scuola, della cultura e dell'arte
- 9 ai benemeriti della cultura e dell'arte
- 5 ai benemeriti dell'ambiente
- 134 di vittime del terrorismo

Medaglie d'argento
- 3168 al valor militare
- 16 al valor dell'Esercito
- 22 al valor di Marina
- 61 al valore dell'Arma dei Carabinieri
- 2253 al valor civile
- 64 al merito civile
- 25 al merito della sanità pubblica
- 37 ai benemeriti della cultura e dell'arte
- 11 ai benemeriti dell'ambiente

Medaglie di bronzo
- 5732 al valor militare
- 14 al valor dell'Esercito
- 42 al valor di Marina
- 33 al valore dell'Arma dei Carabinieri
- 3592 al valor civile
- 242 al merito civile
- 47 al merito della sanità pubblica
- 132 ai benemeriti della cultura e dell'arte
- 4 ai benemeriti dell'ambiente

Croci
- 3616 croci di guerra e croci di guerra al valor militare
- 22 croci d'onore alle vittime di atti di terrorismo all'estero

## Sport nell'Arma
L'Arma promuove tra i militari l'attività sportiva a ogni livello, il mantenimento dell'efficienza fisica e partecipa alle principali competizioni italiane e internazionali con i propri atleti. Gli sport sono coordinati dal Centro Sportivo Carabinieri costituito dalle Sezioni sportive di:
- atletica leggera (Bologna)
- arti marziali (Roma)
- equitazione (Roma)
- canoa fluviale (Carpanè)
- cannottaggio e canoa olimpica (Sabaudia)
- ciclismo (Roma)
- nuoto e salvamento (Roma e Napoli)
- motoristica (Torino)
- cannottaggio (Napoli)
- Karate (Roma)
- judo (Firenze)
- sport invernali (Canazei, Auronzo di Cadore)
- scherma (Roma)
- paracadutismo sportivo (Livorno)
- pugilato (Roma)
- pentatlhon e triatlhon moderno (Roma)
- tiro a segno (Roma)
- tiro a volo (Roma)
- triathlon (Roma)

Dal 1964 al 2021 gli atleti dell'Arma hanno raggiunto, nelle varie competizioni sportive, importanti risultati agonistici:
- olimpiadi (oro 32, argento 28, bronzo 38)
- mondiali (oro 123, argento 106, bronzo 138)
- campionati europei (oro 137, argento 118, bronzo 177)
- campionati mondiali militari (oro 207, argento 156, bronzo 200)
- coppa del mondo (oro 78)
- giochi del mediterraneo (oro 34, argento 33, bronzo 27)
- universiadi (oro 22, argento 31, bronzo 32)
- campionati italiani (oro 2434, argento 2317, bronzo 1971)

### Campioni sportivi che hanno vestito o vestono i colori dell'Arma
- Andrea Cassarà, Arianna Errigo, Margherita Granbassi, Michele Maffei, Angelo Mazzoni, Carlo Montano, Mauro Numa, Alessandro Puccini, Salvatore Sanzo, Luigi Tarantino, Matteo Zennaro (scherma)
- Patrizio Oliva (pugilato)
- Marcello Guarducci (nuoto)
- Roberto Ferraris, Petra Zublasing (tiro a segno)
- Vittorio Visini, Giovanni De Benedictis, Michele Didoni (marcia)
- Ezio Gamba, Rosalba Forciniti (judo)
- Gianluca Tiberti, Riccardo De Luca (pentathlon moderno)
- Alberto Tomba, Herbert Plank, Peter Fill (sci alpino)
- Giorgio Di Centa, Silvio Fauner, Pietro Piller Cottrer (sci di fondo)
- Andreas Zingerle (biathlon)
- Armin Zöggeler, Paul Hildgartner (slittino)
- Carlo Molfetta (taekwondo)
- Massimo Fabbrizi (tiro a volo)
- Raimondo D'Inzeo, Valentina Truppa, Stefano Brecciaroli, Filippo Bologni (equitazione)
- Vincenzo Figuccio, Luigi Busà(karate)

## I carabinieri nella cultura di massa

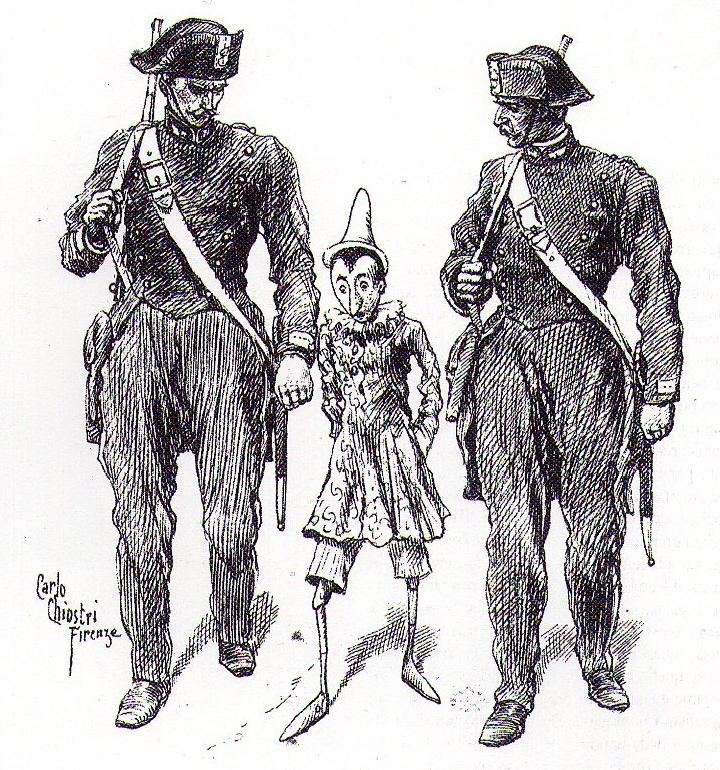
I carabinieri arrestano Pinocchio - Illustrazione di Carlo Chiostri

Per tradizione i carabinieri costituiscono storicamente un importante modello comportamentale all'interno della cultura italiana e godono di un grande rispetto e affetto largamente diffusi tra la popolazione. Ne è prova l'annuale Rapporto Italia dell'Eurispes che vede l'Arma come l'istituzione più amata dagli italiani.
Negli ultimi decenni, i carabinieri sono coinvolti come protagonisti di numerose barzellette, mentre un secolo fa, la prima apparizione dei carabinieri in un romanzo, nel Pinocchio di Carlo Collodi, aveva rappresentato uno scandalo (essendo la prima opera letteraria "leggera" in cui venissero rappresentati).

### Cinema
- La fiamma che non si spegne
- I fuorilegge
- Pane, amore e fantasia
- Pane, amore e gelosia
- Tuppe tuppe, Marescià!
- Il corazziere
- Il carabiniere a cavallo
- I due marescialli
- Il giorno della civetta
- Anche se volessi lavorare, che faccio?
- Salvo D'Acquisto
- Cento giorni a Palermo
- I due carabinieri
- Il tenente dei carabinieri
- Il ladro di bambini
- La mia generazione
- La destinazione
- Quantum of Solace
- Angeli e demoni
- Inferno
- Tutti i soldi del mondo
- Murder Mystery
- Il talento del calabrone
- Ai confini del male
- Lift

### Televisione
- I racconti del maresciallo (1968), miniserie televisiva
- I racconti del maresciallo (1984), miniserie televisiva
- Il maresciallo Rocca, trasmesso da Rai 1 e Rai Premium
- La tenda nera, film televisivo del 1996 trasmesso da Rai 2
- Ultimo, miniserie televisiva su Canale 5
- Don Matteo in onda su Rai 1, Rai Italia, Rai Premium, Rai World Premium, Mistery
- Carabinieri in onda su Canale 5, Rete 4 e Extra
- Salvo D'Acquisto, miniserie televisiva di Rai 1
- Amanti e segreti, trasmesso su Rai 1
- R.I.S. - Delitti imperfetti trasmesso da Canale 5 e Extra
- Carabinieri - Sotto copertura, spin off in onda su Canale 5
- Nassiryia - Per non dimenticare su Canale 5
- Il generale Dalla Chiesa, in onda su Canale 5
- Il maresciallo Rocca e l'amico d'infanzia, spin off in onda su Rai 1
- R.I.S. Roma - Delitti imperfetti spin off su Canale 5
- Il Capitano Maria trasmesso su Rai 1
- Basco Rosso docu-serie televisiva trasmessa su Rai 1[101]
- Il metodo Fenoglio - L'estate fredda in onda su Rai 1

### Radio
Rai Radio e la Banda dell’Arma dei Carabinieri hanno inaugurato il 17 dicembre 2021 una collaborazione musicale partendo con un concerto evento in onda in diretta su Rai Radio Tutta Italiana e Rai GrParlamento e in seguito saranno disponibili una serie di contenuti podcast direttamente su Rai Play Sound.

### Stampa e pubblicazioni
L'Arma, in buona parte tramite l'Ente editoriale per l'Arma dei carabinieri costituito nel 1975, cura la redazione e la pubblicazione di riviste e libri (oltre sessanta volumi) legati all'Istituzione nei suoi vari aspetti e nel corso degli anni ha pubblicato cartoline, francobolli, schede telefoniche, monete e cofanetti musicali. Pubblicazioni:
- Il Carabiniere, periodico mensile divulgato tramite abbonamento
- Rassegna dell'Arma dei Carabinieri, periodico bimestrale pubblicato on line sul sito istituzionale (redatto dalla Scuola ufficiali)
- Natura, periodico mensile di natura, ambiente e territorio divulgato tramite abbonamento
- Silvæ, rivista periodica mensile di natura tecnico-scientifica e ambientale divulgata tramite abbonamento
- Notiziario Storico dell'Arma dei Carabinieri, periodico fondato nel 2016 e pubblicato on line sul sito istituzionale
- Servizio per le ricerche delle opere d'arte rubate,[104] bollettino periodico distribuito nel settore dell'arte
- Attività operativa dell'Arma dei Carabinieri,[105] periodico statistico annuale distribuito il 5 giugno di ogni anno durante la festa dell'Arma
- Calendario storico dell'Arma dei Carabinieri, pubblicazione annuale che riporta un calendario illustrato a tema dell'anno entrante.[106]
- Agenda dell'Arma dei Carabinieri, pubblicazione annuale a tema in formato agenda

### Musica
- Signor tenente, di Giorgio Faletti;
- Sono arrivati i caramba, di Amedeo Preziosi, Matt Joe, Dj Matrix.
- Carabinieri, di Pretty Solero, prod. di G Ferrari e Zafa.

### Libri e fumetti
- La mossa del Drago: nel romanzo di Tom Clancy troviamo fra i personaggi l'ex carabiniere Ettore "Hector" Falcone quale membro dell'unità "Rainbow". Il militare entra a far parte dell'unità speciale dopo essere rimasto vittima di un attentato da parte della mafia in cui rimangono uccisi la moglie ed il figlio.
- Rainbow Six: nel romanzo di Tom Clancy, membri del G.I.S. e altri operatori dei carabinieri fanno parte di una organizzazione internazionale antiterrorismo.
- Nel fumetto Marvel Comics Europa vol. 1 0 e vol. 1 1, il supereroe italiano Argento (Michele Argento), faceva parte del G.I.S..
- Nei fumetti Marvel Comics Cloak and Dagger Vol 5 5 e Tony Stark: Iron Man Vol 1 8 compaiono dei carabinieri dell'organizzazione territoriale.
- Nel fumetto 1868 - Le grida contro gli spari si narra di una caserma dei carabinieri con relativo personale militare in un Italia appena riunificata.
- Nei fumetti Cacciatrice (Helena Wayne) di pubblicazione DC Comics dei Nuovi 52, in una parte del suo arco narrativo, ambientato in Italia, più precisamente a Napoli e in Campania, sono presenti dei Carabinieri.

### Videogiochi
- Rainbow Six, Rainbow Six: Rogue Spear e Rainbow Six 3: Raven Shield: vi compare "Antonio Maldini" un operatore appartenente al G.I.S..
- Tom Clancy's EndWar: compare l'ex G.I.S. "Antonio Maldini", quale "Enforcer" del Battlegroup 4.
- Rainbow Six: Siege: partecipano all'azione due operatori appartenenti al G.I.S., denominati "Maestro" e "Alibi".[107]
- Cyberpunk 2077: i carabinieri vengono citati brevemente in un telegiornale all'interno del videogioco.[108]
- World War Z: Aftermath: autovetture dei carabinieri sono rappresentate nella mappa "Roma".[109]
- Call of Duty: Vanguard: nella mappa multi-giocatore denominata "Desert Siege", ambientata a Giarabub, si legge la scritta "Nei Secoli Fedele" sulle mura della guarnigione semidistrutta.[110]
- Rainbow Six: Extraction: comprende l'operatore "Alibi", appartenente al G.I.S..
- Call of Duty: Warzone 2.0: l'operatrice Salvatrice "Stiletto" Muselli, è un membro dei carabinieri.

## Servizi al Cittadino
In caso di emergenza, per contattare i Carabinieri è sufficiente comporre su qualsiasi apparecchio telefonico il numero 112 (senza alcun costo), tranne nelle regioni in cui è attivo il Numero unico di Emergenza.

### Nuove tecnologie
Nel 2010 l'Arma ha pubblicato su iTunes una propria applicazione per iOS, iCarabinieri, con cui è possibile localizzare le stazioni carabinieri più vicine alla propria posizione GPS, avere informazioni sugli indirizzi e i numeri telefonici, trovare l'itinerario più breve per una stazione selezionata. L'applicazione si avvale delle mappe di Google Maps. Nel 2012 è seguita la versione per Android.

## Enti ed associazioni dell'Arma
- Associazione Nazionale Carabinieri, aggrega carabinieri in servizio e in congedo, i loro familiari e simpatizzanti. È stata costituita a Milano nel 1886.
- Opera nazionale assistenza orfani militari arma carabinieri (ONAOMAC), ente morale a sostegno degli orfani del personale dell'Arma caduto in servizio; fondata nel 1948.
- Fondo assistenza, previdenza e premi (FAPP), istituito nel 1964 come fondazione, persegue, senza fini di lucro, l'assistenza e la previdenza del personale dell'istituzione.
- Ente editoriale per l'arma dei carabinieri, fondazione senza scopo di lucro, eleva il tono culturale dei militari. Cura la redazione e la pubblicazione di riviste e libri legati all'Arma.

## Denominazione nelle lingue minoritarie d'Italia
Nelle regioni italiane a statuto speciale che beneficiano di un regime di bilinguismo, la denominazione Carabinieri è stata resa:
- nella regione autonoma Friuli-Venezia Giulia
  - nei comuni facenti parte delle ex province di Trieste, Udine e Gorizia il cui statuto prevede il bilinguismo italiano/sloveno: Karabinjerji oppure Orožniki
  - nei comuni facenti parte delle ex province di Udine, Pordenone e Gorizia il cui statuto prevede il bilinguismo italiano/friulano: Carbinîrs
- nella provincia autonoma di Bolzano, bilingue italiano/tedesco, dopo un periodo iniziale del termine Gendarmerie, la variante italiana è stata accettata anche in tedesco
- in Valle d'Aosta, bilingue italiano/francese, Carabiniers
- in Sardegna, nella lingua locale, is Carabbineris

## Riferimenti normativi
- Artt. 155-180 del Decreto legislativo 15 marzo 2010, n. 66 - Codice dell'ordinamento militare.

### Atti normativi
- Legge 31 marzo 2000, n. 78, in materia di "Delega al Governo in materia di riordino dell'Arma dei carabinieri, del Corpo forestale dello Stato, del Corpo della Guardia di finanza e della Polizia di Stato. Norme in materia di coordinamento delle Forze di polizia."
- Decreto legislativo 15 marzo 2010, n. 66, in materia di "Codice dell'ordinamento militare."
- Decreto del presidente della Repubblica 15 marzo 2010, n. 90, in materia di "Testo unico delle disposizioni regolamentari in materia di ordinamento militare."